# Heinrich Barth

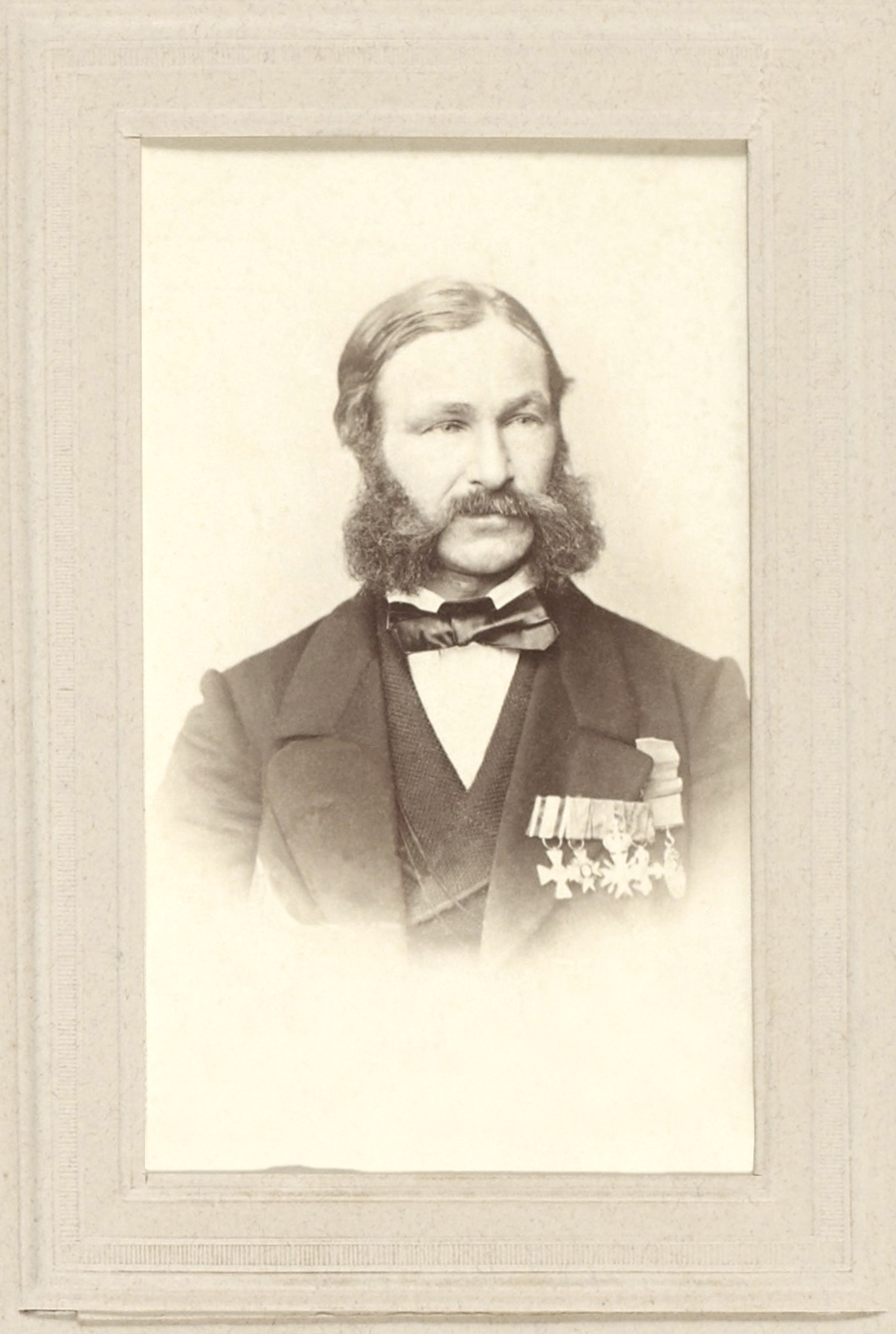
Heinrich Barth, um 1865

Johann Heinrich Barth (* 16. Februar 1821 in Hamburg; † 25. November 1865 in Berlin) war ein deutscher Afrikaforscher und Wissenschaftler (Historiker, Geograph, Philologe).
Heinrich Barth gehört nicht zu den bekanntesten Afrikaforschern wie etwa Henry Morton Stanley und David Livingstone, was primär damit zusammenhängt, dass sein Reisewerk kein Bestseller wurde. Barth wandte sich weniger an das breite Publikum als vielmehr an die Wissenschaftler, vornehmlich die Geographen und Historiker, und lieferte eine detailreiche Reisebeschreibung und lange Exkurse zur Kultur und Geschichte der nord- und westafrikanischen Völker, jedoch keine spannenden Abenteuer, obwohl der Fortgang der Expedition mehrfach durch lebensbedrohliche Situationen gefährdet war. Wegen des geringen zeitgenössischen Interesses an Afrika in Deutschland wurde Barths umfangreiches Werk nur teilweise zur Kenntnis genommen, und sein weit vorausschauendes Konzept einer interdisziplinären Afrikawissenschaft wurde erst nach 1950 aufgegriffen. In der Gegenwart gilt er nicht nur als Pionier der Afrikaforschung, sondern auch als einer der wenigen Forschungsreisenden des 19. Jahrhunderts, die den Afrikanern ausgesprochen unvoreingenommen begegneten und bereit waren, beispielsweise mit den Vertretern des afrikanischen Islam in einen interkulturellen Dialog einzutreten. Viele der von Barth erworbenen Kunstgegenstände sind heute unter anderem im Ethnologischen Museum (Berlin) aufzufinden.

## Leben

### Jugend und Studium

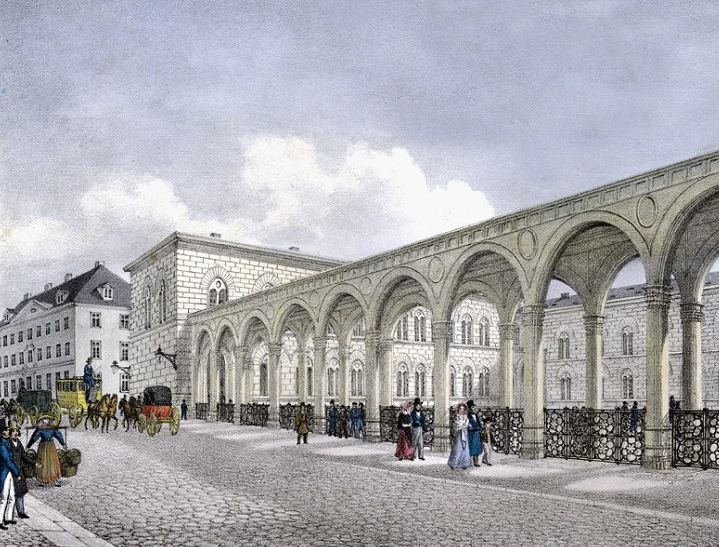
Die Gelehrtenschule des Johanneums (um 1840)

Philipp August Boeckh (1785–1867), Barths Doktorvater

Heinrich Barth wurde als Sohn eines wohlhabenden Fleischereibesitzers in Hamburg geboren. Bereits zu Ostern 1831 wurde er Mitglied in der Hamburger Turnerschaft von 1816, in die auch Adolf Overweg Anfang Oktober 1837 eintrat. Er besuchte zuerst eine Privatschule und wechselte an das renommierte Johanneum, wo er 1839 sein Abitur ablegte. Schon während seiner Schulzeit zeigten sich eine ausgesprochene Begabung für das Erlernen von Fremdsprachen und ein großes Interesse an der Antike. Ob er bereits während der Schulzeit Arabisch lernte, wie zuweilen zu lesen ist, muss bezweifelt werden. Vermutlich erwarb er diese Sprachkenntnisse erst später vor seiner Reise entlang der nordafrikanischen und vorderasiatischen Küste.

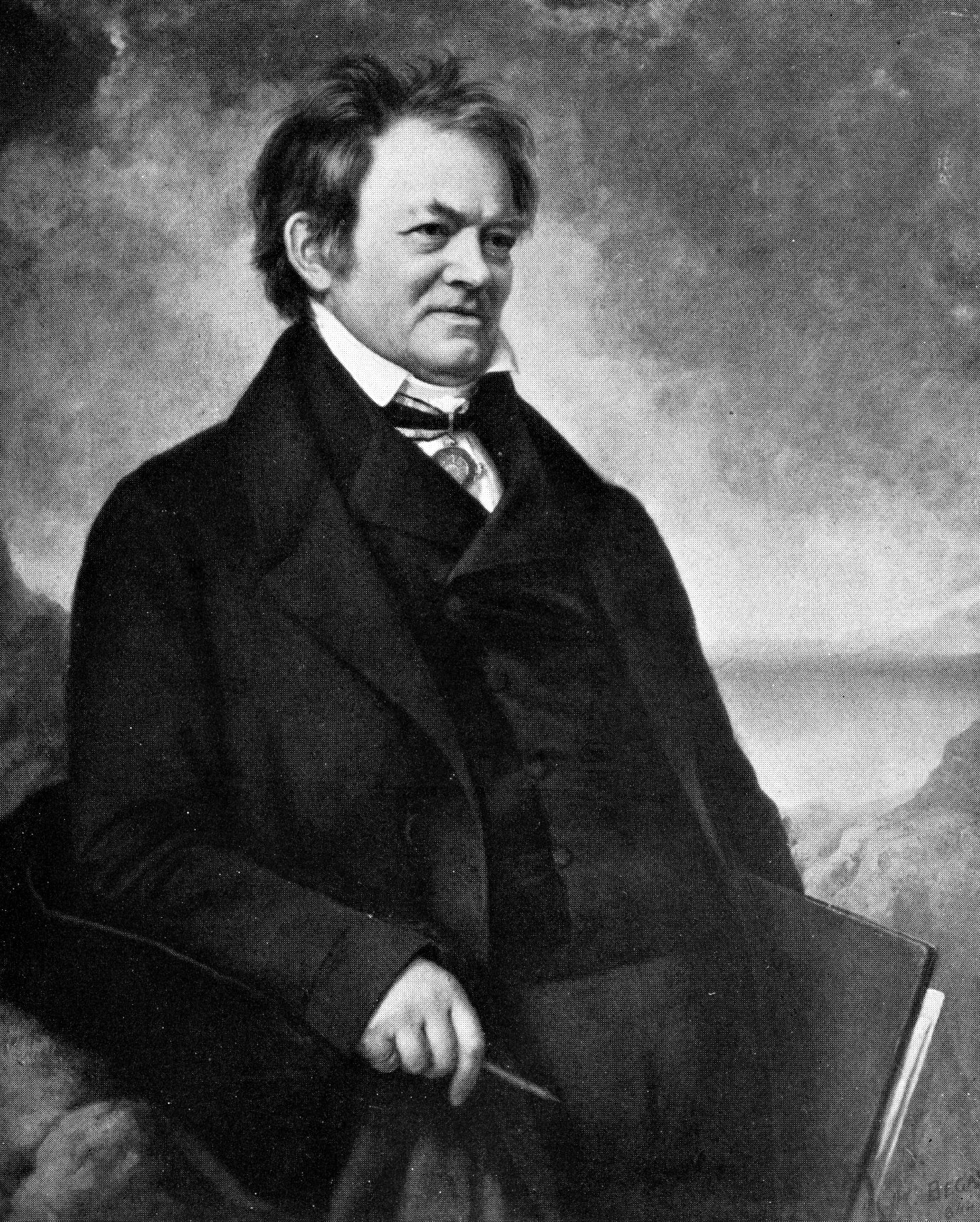
Geographieprofessor Carl Ritter (1779–1858)

Er immatrikulierte sich danach an der Universität zu Berlin, wo er die Hauptfächer Philologie und Geographie belegte, aber auch Vorlesungen und Seminare in Germanistik, Geschichte und Recht besuchte. Seine Interessenschwerpunkte waren Archäologie und Handelsgeschichte. Nach einer Studienreise, die ihn bis nach Sizilien führte, promovierte er 1844 bei dem berühmten Altphilologen August Boeckh mit einer Doktorarbeit über die antike Handelsgeschichte im östlichen Mittelmeer, Zweitgutachter der Dissertation war der Begründer der modernen Geographie, Carl Ritter. Drei Jahre später, nach einer Studienreise durch Nordafrika und den Vorderen Orient, habilitierte er sich mit einer Arbeit über den Mittelmeerraum in der Antike für Geographie (inklusive Geschichte der Geographie) an der Universität zu Berlin und wurde Privatdozent. Angesichts der revolutionären Ereignisse von 1848, die Barth kaum zur Kenntnis nahm, fanden sich nur wenige Hörer in seinen Vorlesungen und Seminaren ein. Überdies war der Dozent kaum in der Lage, seinen Unterrichtsstoff fesselnd und strukturiert vorzutragen. Angesichts der restriktiven Stellenpolitik des preußischen Staates eröffnete sich für Barth auf absehbare Zeit keine Möglichkeit, zum ordentlichen Professor berufen zu werden. Daher griff er zu, als ihm die Beteiligung an einer britischen Expedition angeboten wurde. Eine unglückliche Liebesbeziehung, die zuweilen in der biographischen Literatur erwähnt wird, ist quellenmäßig nicht belegt und dürfte kaum den Ausschlag für Barths Entscheidung gegeben haben. Die Expedition stellte ein kalkulierbares Risiko dar, da die Route zum Tschadsee bereits von Europäern genutzt worden war und sich als relativ sicher erwiesen hatte: Die Gefahr, an Malaria zu erkranken, schien gering zu sein, und die dort lebenden Völker – vornehmlich Tuareg und Kanuri – hatten sich stets fremdenfreundlich gezeigt.
Nebenher war Barth ein ausgezeichneter Linguist und sprach fließend Englisch, Französisch, Spanisch, Italienisch, Türkisch und Arabisch, außerdem erlernte er mehrere afrikanische Sprachen. Er hatte es sich auf seiner Afrikareise zur Maxime gemacht, nach Möglichkeit mit den Menschen, mit denen er zusammentraf, in ihrer Landessprache kommunizieren zu können. So beherrschte er mehrere Dialekte des Tamaschaq, der Sprache der Tuareg, die maurisch-arabischen Dialekte Nordwestafrikas, das Hausa, das Fulfulde und das Kanuri.

### Kurzüberblick über die beiden Afrikareisen
Seine erste Afrikareise führte Barth von 1845 bis 1847 entlang der Mittelmeerküste Tunesiens und Libyens und nach Malta. Hierbei interessierte er sich vornehmlich für die archäologischen Spuren der Antike (Phönizier, Griechen und Römer) und noch nicht für die Völker Innerafrikas und deren Geschichte und Kultur. Im Grenzgebiet zwischen dem heutigen Libyen und Ägypten wurde Barth Opfer eines Überfalls, bei dem er einen Teil seiner Tagebücher und vor allem seine Daguerre-Fotokamera einbüßte. Der Bericht über diese Reise, der sich vor allem der Bedeutung Nordafrikas in der antiken Kultur- und Handelsgeschichte widmete, wurde 1847 an der Berliner Universität als Habilitationsschrift anerkannt.
Im Jahre 1849 beauftragte die britische Regierung den Missionar und Abolitionisten James Richardson mit einer Expedition durch die Sahara, die von Tripolis an den Tschadsee führen sollte. Da Richardson über keine wissenschaftliche Vorbildung verfügte, wurde Barth durch die Vermittlung des preußischen Botschafters in London, des Freiherrn Christian Karl Josias von Bunsen, als Begleiter an die britische Seite vermittelt. Zusätzlich wurde noch der Astronom und Geologe Adolf Overweg engagiert. Durch diese Reise, die die wohl bedeutendste und auch am besten ausgerüstete Afrikaexpedition darstellte, erlangte Barth Weltruhm, wenn auch nur für wenige Jahre.
Diese Reise dauerte für Barth sechs Jahre; seine Begleiter Richardson und Overweg starben allerdings 1851 (im heutigen Nordnigeria) bzw. 1852 (am Tschadsee). Daraufhin wurde Barth von der britischen Regierung zum Leiter der Expedition ernannt. Er erforschte die Gebiete südlich des Tschadsees und den Flusslauf des Benue (Nebenfluss des Niger). Dann drang er weiter bis zur berühmten Handelsstadt Timbuktu vor und kehrte anschließend an den Ausgangspunkt Tripolis zurück. Von dort reiste er nach London. Auf dem Rückweg von Timbuktu traf er auf Eduard Vogel, der Barth nachgereist war, da dieser als vermisst galt. Die beiden trennten sich jedoch schon sehr bald wieder. Insgesamt legte Barth auf der gesamten Reise knapp 20.000 km zurück.

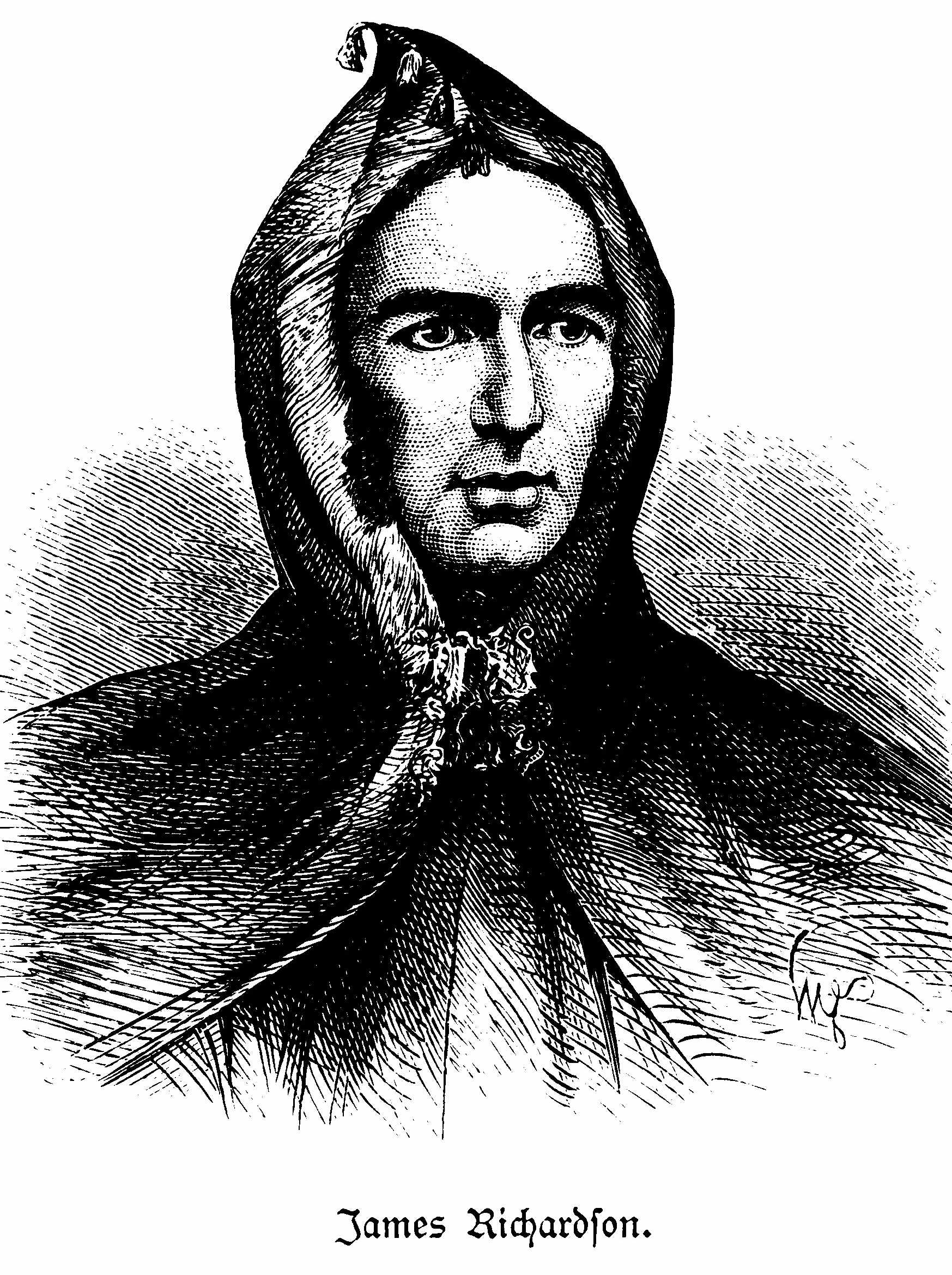
Der britische Missionar James Richardson

## Barths große Reise durch Nord- und Westafrika (1849–1855)

### Seine Vorgeschichte
Nach einer ersten Expedition zu den nördlichen Tuareg im Tassili n'Ajjer hatte der Missionar James Richardson den Eindruck gewonnen, dass es möglich sei, durch die Intensivierung des Transsaharahandels den Sklavenhandel durch die Sahara zu unterbinden. Der Export von nichtmenschlicher Ware aus dem Sudan sollte gefördert werden, und die in Innerafrika begehrten europäischen Fertigprodukte sollten nur gegen Ausfuhrprodukte der genannten Art getauscht werden. Zu diesem Zweck wollte Richardson mit den Herrschern in Bornu und Sokoto entsprechende Abkommen abschließen. Die Tuareg als Träger des Transsaharahandels sollten als Verbündete für die Abschaffung des Sklavenhandels gewonnen werden. Deshalb war geplant, mit ihren Führern Verträge abzuschließen, die den Nomaden Schutz vor dem französischen Ausgreifen in Richtung Sahara garantierten. Im Jahre 1849 wurde der Missionar von der britischen Regierung mit der Leitung einer großangelegten Expedition betraut, die das Ziel hatte, mehr über die großen Handelswege von den Oasen der Sahara zu den Städten am südlichen Rand der Wüste herauszufinden. Die Expedition wurde von der britischen Regierung und der Royal Geographical Society finanziert, denn in diesen Kreisen erhoffte man sich nicht nur eine Erweiterung des geographischen Wissens, sondern auch einen direkten Zugriff auf die Handelsgüter Innerafrikas und gleichzeitig auf die Steigerung der Ausfuhr von industriellen Fertigprodukten.
Richardson, der selber über keine wissenschaftliche Vorbildung verfügte, wollte seine Expedition so international wie möglich machen, und als preußische Stellen den Privatdozenten Barth, der bereits Erfahrung in der Erforschung des Nahen Ostens und von Nordafrika gesammelt hatte, vorschlugen, wurde dieser von Richardson gebeten, an der Expedition teilzunehmen. Er schien, besonders wegen seiner Sprachkenntnisse, ein idealer Anwärter zu sein, und stimmte der Bitte Richardsons begeistert zu. Kurzfristig war seine Teilnahme gefährdet, weil Barths Familie die erforderliche finanzielle Beteiligung nicht aufbringen wollte. Das dritte Mitglied der Expedition wurde der junge deutsche Astronom und Geologe Adolf Overweg.

### Reise durch die Sahara

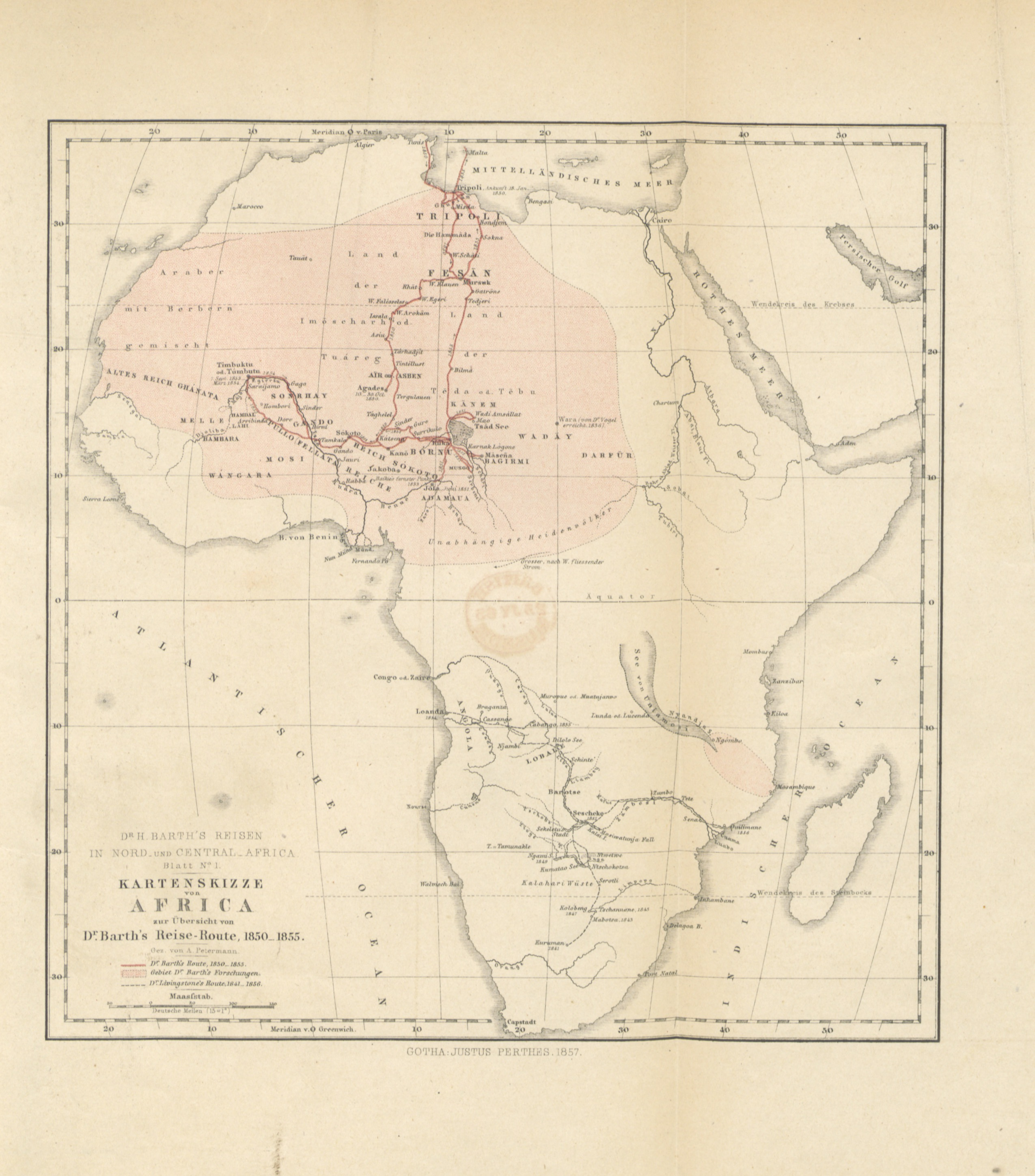
Route von Barths Reise durch Afrika zwischen 1850 und 1855

Tuaregkrieger in naiv romantisierender Sicht als Nachfahre eines Kreuzritters, aus dem 1. Band von Barths Reisewerk

Die Expedition verließ im März 1850 Tripolis (heutige Hauptstadt Libyens), um die Sahara zu durchqueren. Als erstes mussten sie die wasserlose Hammada al-Hamra überwinden, bevor sie im Mai 1850 den Ort Murzuk im Fessan erreichten. Erst am 13. Juni ging es weiter über das Hochplateau des Messak Settafet und am Akkakus-Gebirge vorbei nach Ghat. Nach kurzem Aufenthalt in Ghat reiste die Expedition über die Ausläufer des Tassili n’Ajjer und des Ahaggar-Gebirges nach Tintellust im Aïr-Gebirge, das sie am 4. September erreichten.
Die Expedition war gut organisiert worden. Sie hatte ausreichend Ausrüstung, einschließlich eines großen hölzernen Bootes, das dazu gedacht war, den Tschadsee zu erforschen. Barth war wissenschaftlich besonders gut vorbereitet, während Richardson bereits Wüstenerfahrung mitbrachte und sich bestens mit dem Ödland und seinen Gefahren auskannte. Überdies hatte er bereits mit den Führern der Tuareg Freundschaft geschlossen, was das Fortkommen der Expedition erleichterte. Allerdings scheinen die beiden Männer bald eine persönliche Abneigung füreinander entwickelt zu haben, was dazu führte, dass die Expedition sich in zwei nationale Gruppen aufteilte, welche sogar in zwei verschiedenen Lagern die Nacht verbrachten.
Im Hochplateau des Messak Settafet entdeckte Barth einige Bilder, welche in die Felsen eingemeißelt waren. Der archäologisch interessierte Forscher erkannte als erster Wissenschaftler überhaupt, dass die Felsbilder einmal eine wichtige Quelle für die Rekonstruktion früherer Kulturepochen von Wert sein würden, wenngleich seine vor Ort formulierten Interpretationen und vor allem die Datierung nicht mehr dem Stand der heutigen Forschung entsprechen.

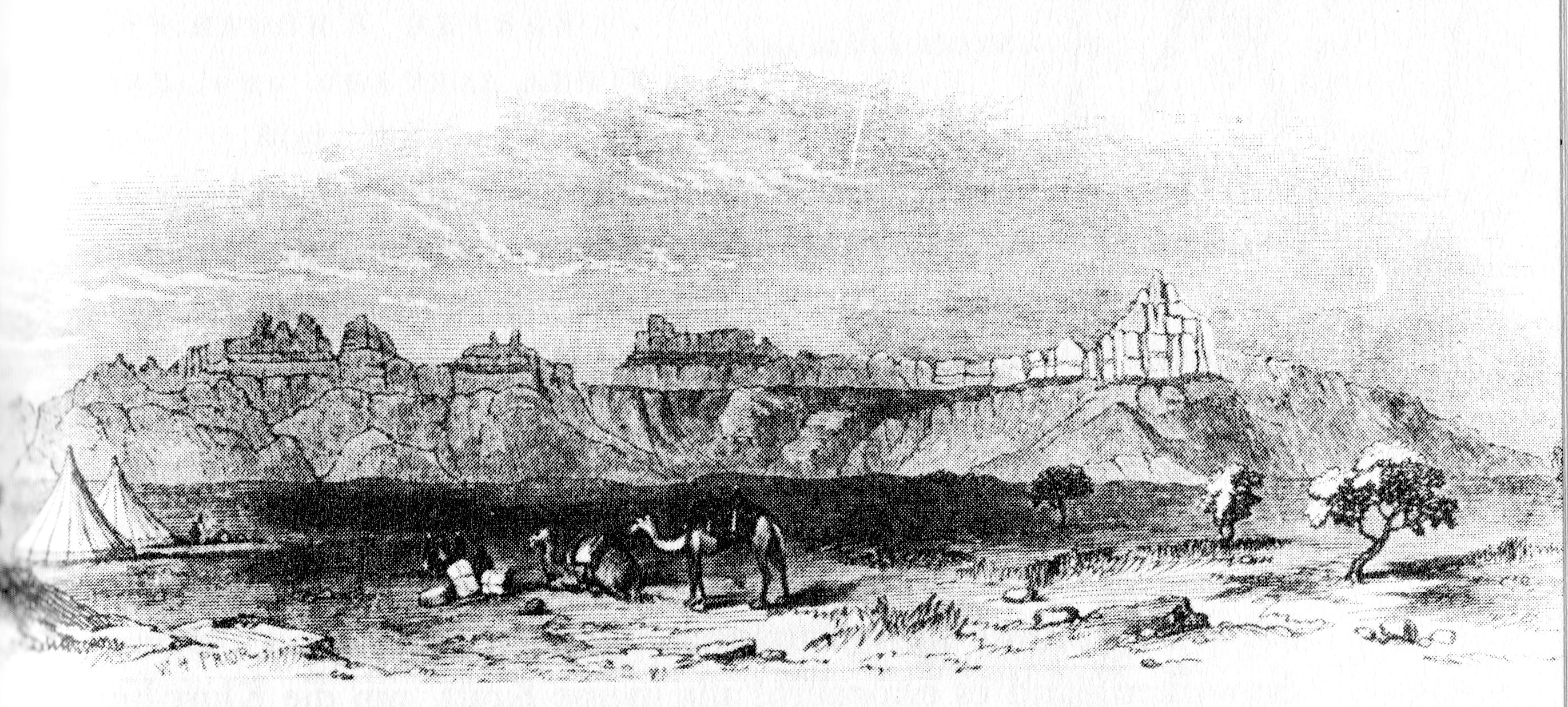
Das Idinen-Massiv, wie Barth es 1850 sah

Kurz bevor sie Ghat erreichten, passierten sie das Bergmassiv des Idinen. Barth beschloss, dieses allein zu erforschen, weil er dort Reste einer frühgeschichtlichen oder antiken Kultur, möglicherweise Spuren des Volkes der Garamanten, vermutete. Er erreichte zwar den Gebirgskamm, doch er war erschöpft und durstig, da er seinen ganzen Wasservorrat aufgebraucht hatte. Später verirrte er sich und fiel in Ohnmacht. Als er schließlich wieder aufwachte, trank er sein eigenes Blut, um bei Bewusstsein zu bleiben. Er wurde dann von einem Targi, der den Mut hatte, sein Leben für einen Christen aufs Spiel zu setzen, gerettet und zur Expedition zurückgeführt.
Der Durchgang durch die Berge war sehr schwierig und anstrengend für die Expedition, da sie auch von Plünderern überfallen wurden und später auch noch weitere Probleme mit den einheimischen Tuareg entstanden, da diese die Fremden als Bedrohung für ihr Monopol für den Transsaharahandel sahen. Der Handel mit dem Sudan bildete eine wichtige Lebensgrundlage für die Sahara-Bewohner. Ein weiterer Faktor, der die Reise erheblich erschwerte, war die Angst der einheimischen Bevölkerung vor einer europäischen Eroberung. Nach der Besetzung von Algier im Jahre 1830 und der Niederschlagung des von Abd el-Kader organisierten Widerstands im Jahre 1847 dehnten die Franzosen ihren Einfluss auf die nördlichen Oasen der Sahara aus, und es häuften sich die Hinweise darauf, dass das Ziel dieser Expansion der Tschadsee oder der Niger sein sollte.

### Die Reisen im Sudan

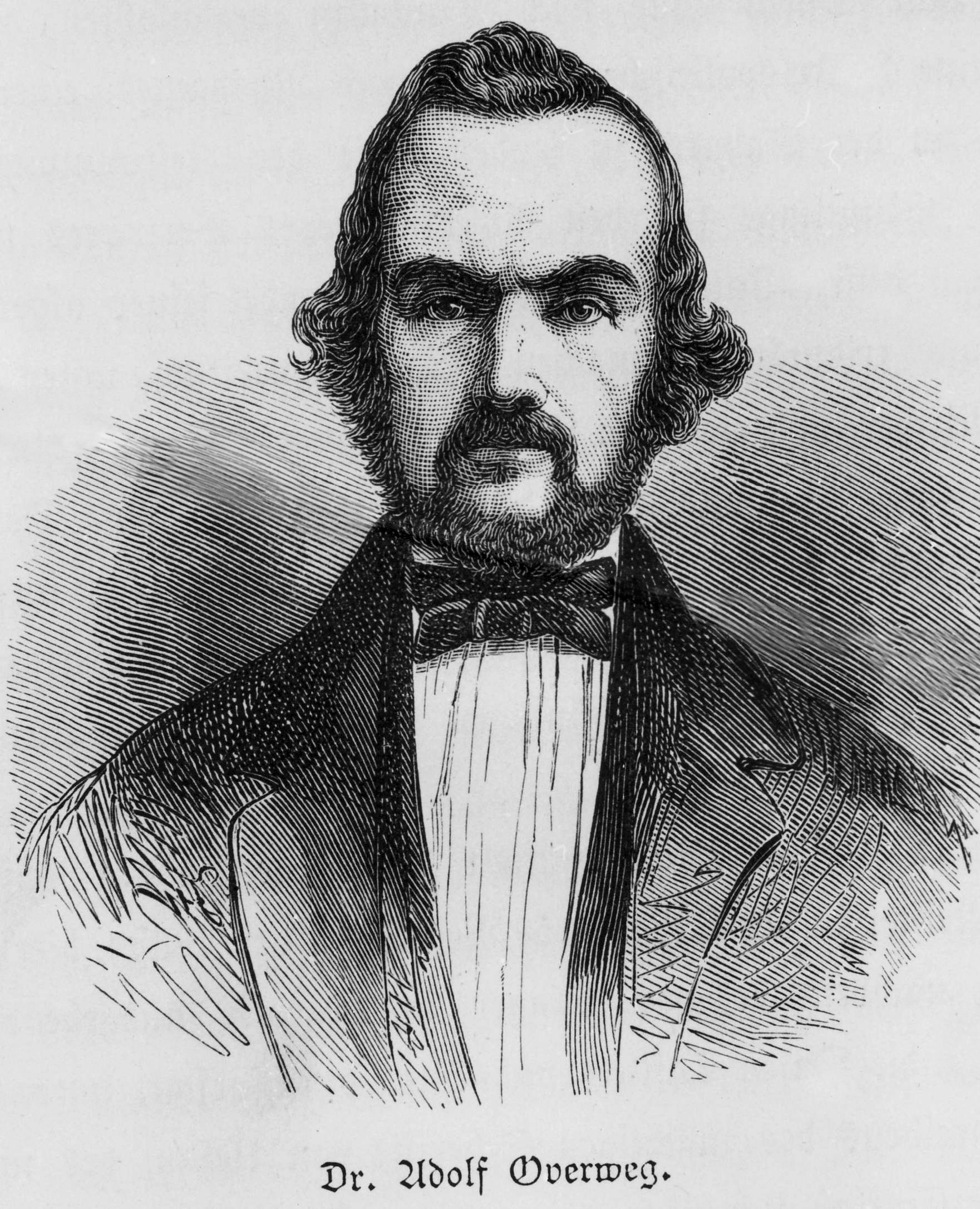
Adolf Overweg

Vom Aïr, einer Bergkette im heutigen Niger, reiste die Gruppe südwärts nach Agadez (heutiges Niger), einer der großen Handelsstädte am Rande der Sahara. Barth beschrieb die Stadt als im Niedergang begriffen, deren Bevölkerung von 50.000 auf 7.000 Bewohner geschrumpft war, da der Wohlstand in der Mitte des 19. Jahrhunderts erheblich gesunken war.
Nun entschieden die Expeditionsteilnehmer, die Gruppe zu trennen. Richardson wollte mit seinem Teil der Gruppe direkt zum Tschadsee reisen, die zwei Deutschen wollten noch eine westliche Route zum Tschadsee finden. Kurz darauf teilte Barth seine Gruppe abermals und ging alleine zu den Städten Katsina und Kano (heutiges Nigeria). Die drei Männer, Richardson, Barth und Overweg, hatten ausgemacht, sich im April 1851 in Kukawa zu treffen, doch Richardson starb drei Wochen zuvor an Fieber.
In Kuka(wa) entdeckte Barth den Girgam, die Königschronik des Reiches von Kanem-Bornu, die er exzerpierte, womit er einen weiteren wichtigen Stein in sein Mosaik der afrikanischen Geschichte einfügen konnte.
Overweg war der letzte, der den Tschadsee erreichte. Doch als er schließlich im Mai 1851 dort ankam, war er sehr erschöpft und litt unter Fieber. Barth erforschte nun die Gegend südlich und östlich des Tschadsees und außerdem den Flusslauf des Benue, eines Nebenflusses des Niger, und als Overweg wieder gesund war, erforschte dieser den See selbst mit Hilfe des Bootes, das die Gruppe mitgenommen hatte. Die Forschungen dauerten ungefähr 15 Monate. Als die britische Regierung erfuhr, dass Richardson gestorben war, wurde Barth zum neuen Führer der Expedition ernannt. Da der Weg nach Osten in Richtung Nil versperrt war, beschlossen die beiden Überlebenden, stattdessen nach Westen, in Richtung Timbuktu (heutiges Mali), zu reisen, doch zuvor starb Overweg an Malaria.

Ländliche Idylle in den Hombori-Bergen (Mali)

Nach den Erforschungen am und um den Tschadsee reiste Barth, nun der einzige Forscher der Gruppe, ins Königreich Kanem-Bornu (um den Tschadsee). Dabei nahm er gezwungenermaßen an einem Feldzug teil, der in eine organisierte Sklavenjagd ausartete. Barths Schilderung der von Afrikanern an Afrikanern begangenen Gräueltaten gehört zu den erschütterndsten Darstellungen in der klassischen Afrikaliteratur. Bei seiner Rückkehr nach Kukawa war er etwa 32 Monate von Tripolis aus unterwegs und wusste, dass die Reise bis Timbuktu noch über ein Jahr dauern würde. Doch Barth war überzeugt, dieses Ziel erreichen zu können.

### Aufenthalt in Timbuktu

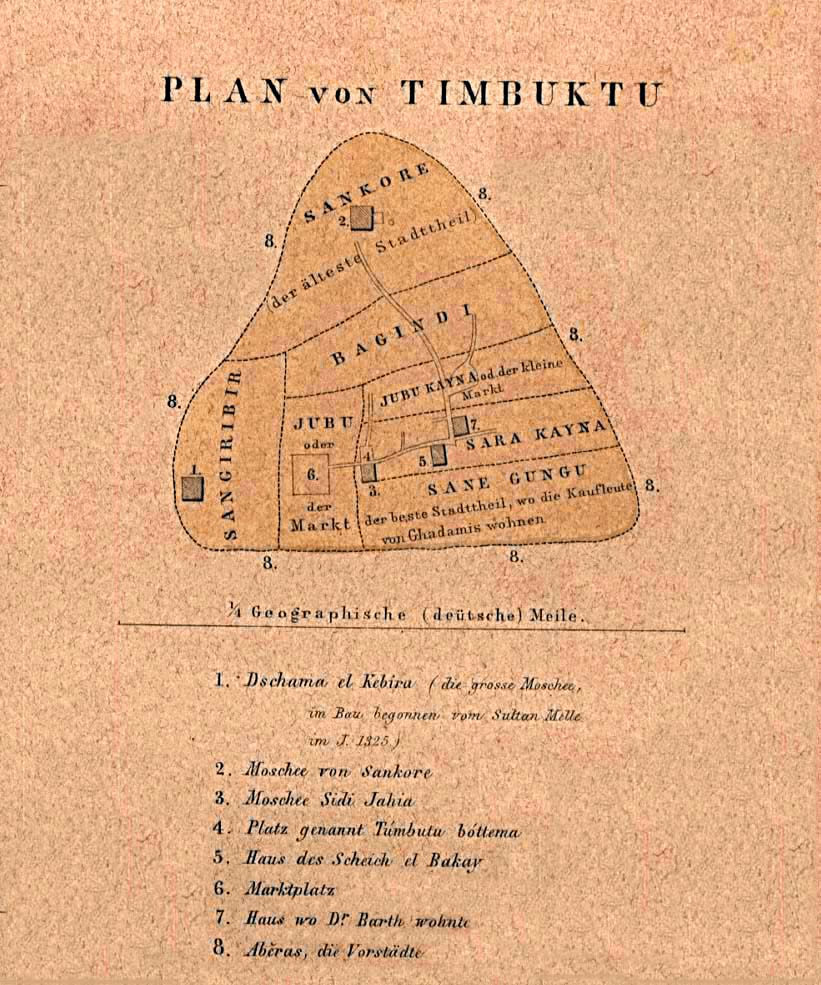
Plan von Timbuktu (aus einem 1855 veröffentlichten Artikel von Heinrich Barth). Verzeichnet sind darauf die drei heute welterbegeschützten Moscheen der Stadt.

Auf dem letzten Stück seiner Reise entlang des Niger war Barth gezwungen, sich als türkischer Muslim auszugeben, der aus Ägypten gekommen war, um dem obersten Korangelehrten von Timbuktu, dem Kunta-Scheich Sidi Ahmad al-Baqqai, wertvolle Bücher aus Mekka zu bringen. Hintergrund für die Fremdenfeindlichkeit war die Erinnerung an die Fahrt des Schotten Mungo Park, der bei seiner Befahrung des Niger im Winter 1805–1806 aus Furcht vor einem Überfall auf jeden, der sich dem Ufer näherte, hatte schießen lassen.

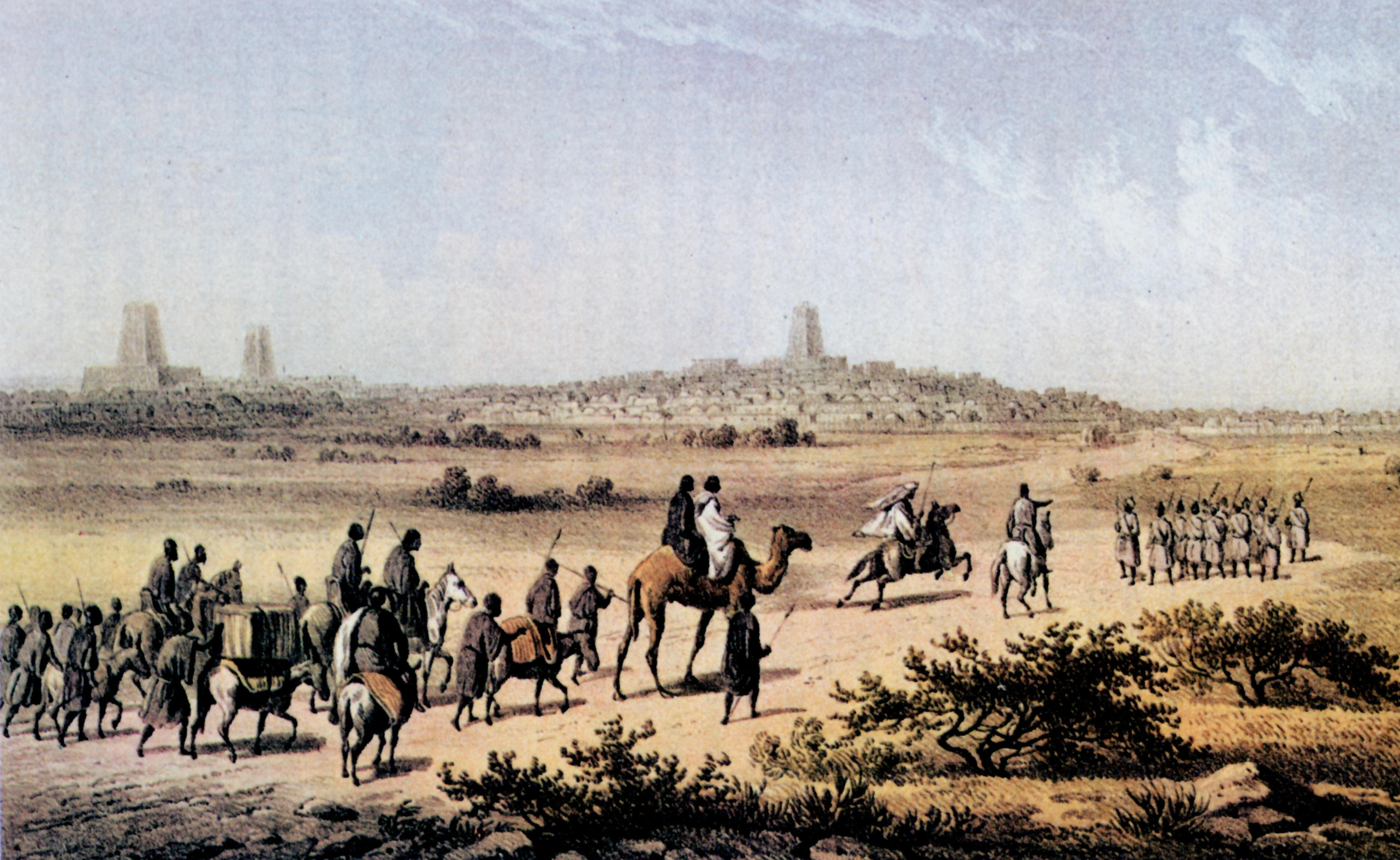
Heinrich Barth (auf dem Pferd, in arabischer Tracht) nähert sich Timbuktu

Barth erreichte Timbuktu am 7. September 1853. Er fand die Stadt wohlhabender vor, als René-Auguste Caillié, ein französischer Afrikaforscher, sie 25 Jahre zuvor beschrieben hatte. Allerdings ist diese Stadt nie wieder zu dem Handelsplatz für die Sahara geworden, wie sie es bis zum Ende des 16. Jahrhunderts gewesen war. Für Barth bedeutete es eine große Genugtuung, die lange Zeit – vor allem von britischer Seite – angezweifelten Angaben Cailliés über den tatsächlichen Zustand von Timbuktu bestätigen zu können. Noch am Tag seiner Ankunft verfasste er diesbezügliche Briefe an die Präsidenten der Geographischen Gesellschaften in London und Paris.

Lager des Scheikh al-Baqquai im Winter 1853–1854 (nach Heinrich Barth)

Barths Ankunft in Timbuktu fiel zusammen mit Nachrichten über französische Eroberungen in Südalgerien und am Senegal. Die Bevölkerung nahm ihn mit großem Misstrauen auf, und der mächtige Fulbe-Herrscher von Macina im heutigen Mali verlangte seine Auslieferung. Doch wurde der Forscher vom geistlichen Oberhaupt der Stadt, Sidi Ahmad al-Baqqai, geschützt. Der Scheich erstellte sogar eine Art Fatwa, ein Rechtsgutachten, in dem er dem Fulbe-Herrscher kategorisch das Recht absprach, einen als Freund angereisten Christen verfolgen zu lassen. Unter dem Schutz dieses berühmtesten Koran-Gelehrten Westafrikas konnte Barth seinen historischen Forschungen nachgehen und Dokumente über die mittelalterlichen und frühneuzeitlichen Reiche Westafrikas (Mali und Songhai) einsehen und teilweise exzerpieren. Gleichzeitig führte er lange theologische Gespräche mit al-Baqqai, in denen beide Männer über die Ähnlichkeiten zwischen Islam und Christentum diskutierten und die großen Ähnlichkeiten zwischen den Religionen anerkannten. Zeitweise musste Barth wegen der Nachstellungen durch die Fulbe die Stadt verlassen und sich unter den Schutz der Tuareg begeben, die al-Baqqai als ihren religiösen Führer anerkannten.

### Barths Rückkehr nach Europa

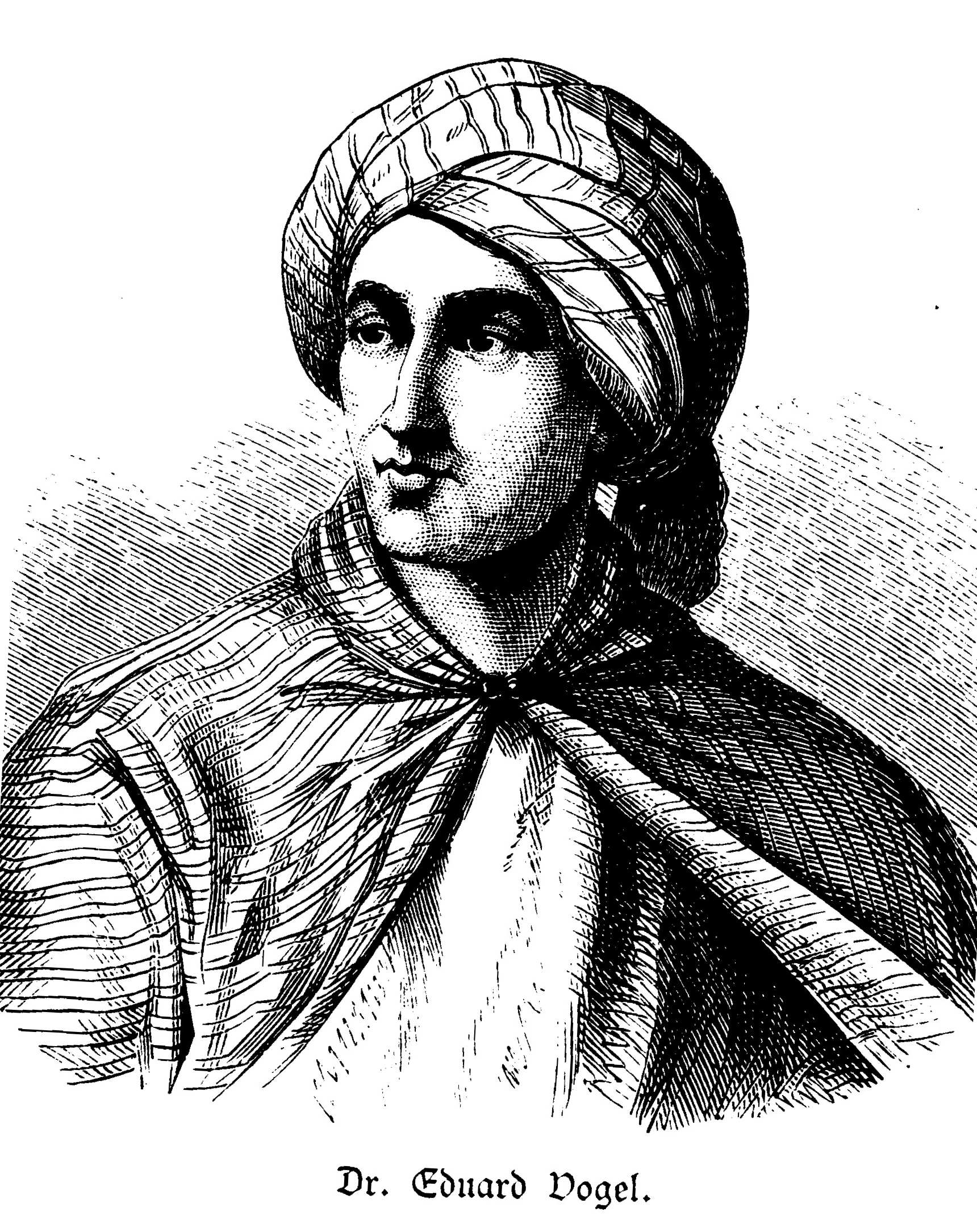
Eduard Vogel

Im Frühjahr 1854 verließ Barth Timbuktu endgültig und reiste zurück zum Tschadsee. Die Route führte ihn unter anderem nach Gao, wo er die Gräber der Songhai-Herrscher besuchte und zeichnete. Auf dem Weg nach Osten erfuhr er, dass eine Expedition unter der Leitung des Deutschen Eduard Vogel am Tschadsee angekommen war; die britische Regierung hatte diese Expedition ausgesandt, um Barth, der als verschollen bzw. tot galt, zu suchen und gegebenenfalls seine Forschungen fortzusetzen. Als sich die Gruppen trafen, wurde entschieden, dass Barth nach Kuka(wa) (heutiges Nigeria) zurückkehren und Vogel nach Zinder (heutiges Niger) reisen sollte. Von dort aus wollte er versuchen, den von Europäern noch nicht erforschten Lauf des Niger zu bereisen und von dort aus eventuell an den Nil vorzudringen. Bei diesem Unterfangen wurde Vogel jedoch im Reich Wadai (im heutigen Tschad) ermordet. Von Kuka reiste Barth über Murzuk zurück nach Tripolis (Ankunft in Tripolis am 28. August 1855), wobei er zwei britische Soldaten, die Vogel begleitet und sich mit ihm zerstritten hatten, wieder mitnahm. In seiner Begleitung befanden sich auch zwei von Adolf Overweg freigekaufte Sklaven aus dem Sudan, Abbega und Durugu, die ihm bei der Abfassung seiner sprachwissenschaftlichen Werke helfen sollten. Über Marseille und Paris reiste er zuerst nach Hamburg, dann nach London, wo er sich auf Dauer niederlassen und seinen Forschungen nachgehen wollte. Im Jahr 1854 wurde Barth zum Mitglied der Leopoldina gewählt.

Muhamad al-Qatruni, nach einer Fotografie von Gerhard Rohlfs, um 1875

### Barths Leben nach der großen Afrikareise
Barth siedelte sich zuerst in London an, wo er gleichzeitig die deutsche und die englische Fassung seines 3.500 Seiten starken Reisewerkes niederschrieb. Beide Ausgaben sind weitgehend identisch, unterscheiden sich aber in einigen wesentlichen Punkten. Gleichzeitig bemühte er sich, die britische Regierung zu einem politischen Engagement in der Sahara und im Sahel zu bewegen, um die gewaltsame Ausdehnung des französischen Kolonialreiches in das Land der Tuareg und nach Timbuktu zu verhindern, stieß aber auf kein Interesse.
Überdies sah sich der Forscher massiven Angriffen von Seiten der Missionsgesellschaften und der Antisklavereibewegung ausgesetzt, die ihm vorwarfen, er habe an Sklavenjagden teilgenommen, obwohl die von Barth gelieferte Schilderung erstrangige Argumente im Kampf um die Abschaffung der Sklaverei bot. Weiterhin wurde der Vorwurf erhoben, er habe auch Sklaven mit nach England gebracht. Tatsächlich hatte er zwei freigekaufte Afrikaner mit nach London genommen, damit sie ihn bei der Abfassung seiner sprachwissenschaftlichen Werke unterstützten. Dies war nichts Ungewöhnliches, auch andere Reisende, Missionare, Kapitäne etc. brachten schwarze Diener mit nach England. Der Hintergrund der gegen Heinrich Barth inszenierten Kampagne war nicht zuletzt in der Tatsache zu suchen, dass er als Ausländer dem populären Missionar und Forscher David Livingstone den Rang abzulaufen drohte. Doch auch Barths positive Einschätzung des Islam passte nicht in das Weltbild der Briten.
Im Jahre 1858 verließ Barth London und ging zurück nach Berlin, weil er hoffte, man werde ihm die Professur seines emeritierten Lehrers Carl Ritter im Fach Geographie übertragen, was nicht geschah. Von 1858 bis 1862 bereiste Barth noch Kleinasien, Griechenland und Bulgarien sowie Spanien, Italien und die Alpen. Er war als Nachfolger von Carl Ritter Präsident der „Gesellschaft für Erdkunde in Berlin“ und förderte eine Reihe junger Afrikaforscher wie etwa den Franzosen Henri Duveyrier, der an Barths Forschungen bei den Tuareg in der nördlichen Sahara anknüpfte. Zeitweise bemühte sich Barth angesichts der Schwierigkeiten, eine feste Anstellung zu finden, um die Entsendung als Konsul nach Konstantinopel, wurde aber nicht in Betracht gezogen, weil er als undiplomatischer Charakter galt. 1863 wurde er zum außerordentlichen Professor an der Universität in Berlin ernannt, was bedeutet, dass er ohne Honorar Vorlesungen und Seminare abhielt. Eine ordentliche Professur wurde ihm jedoch verwehrt, so dass er in erster Linie von der Leibrente leben musste, die ihm der preußische König Friedrich Wilhelm IV. gewährte. Sein Reisewerk verkaufte sich wegen der hohen Wissenschaftlichkeit, des Umfangs (3.500 Seiten) und des dadurch bedingten hohen Preises nur sehr schleppend. Auch eine zweibändige Volksausgabe wurde kein Verkaufsschlager.
Im Jahre 1865 starb Heinrich Barth an einem Magendurchbruch, möglicherweise der Spätfolge einer Schussverletzung, die er auf seiner Mittelmeerreise 1847 in Libyen erlitten hatte und „unter großen Schmerzen“ an einer „Zerberstung des Magens“, wie Rudolf Virchow in seinem Obduktionsbericht feststellt. Er wurde in Berlin auf dem Friedhof III der Jerusalems- und Neuen Kirche vor dem Halleschen Tor beigesetzt. Die Grabstelle wird von einem kleinen liegenden Grabstein markiert.

## Leistung und Nachwirken

### Vorbemerkung

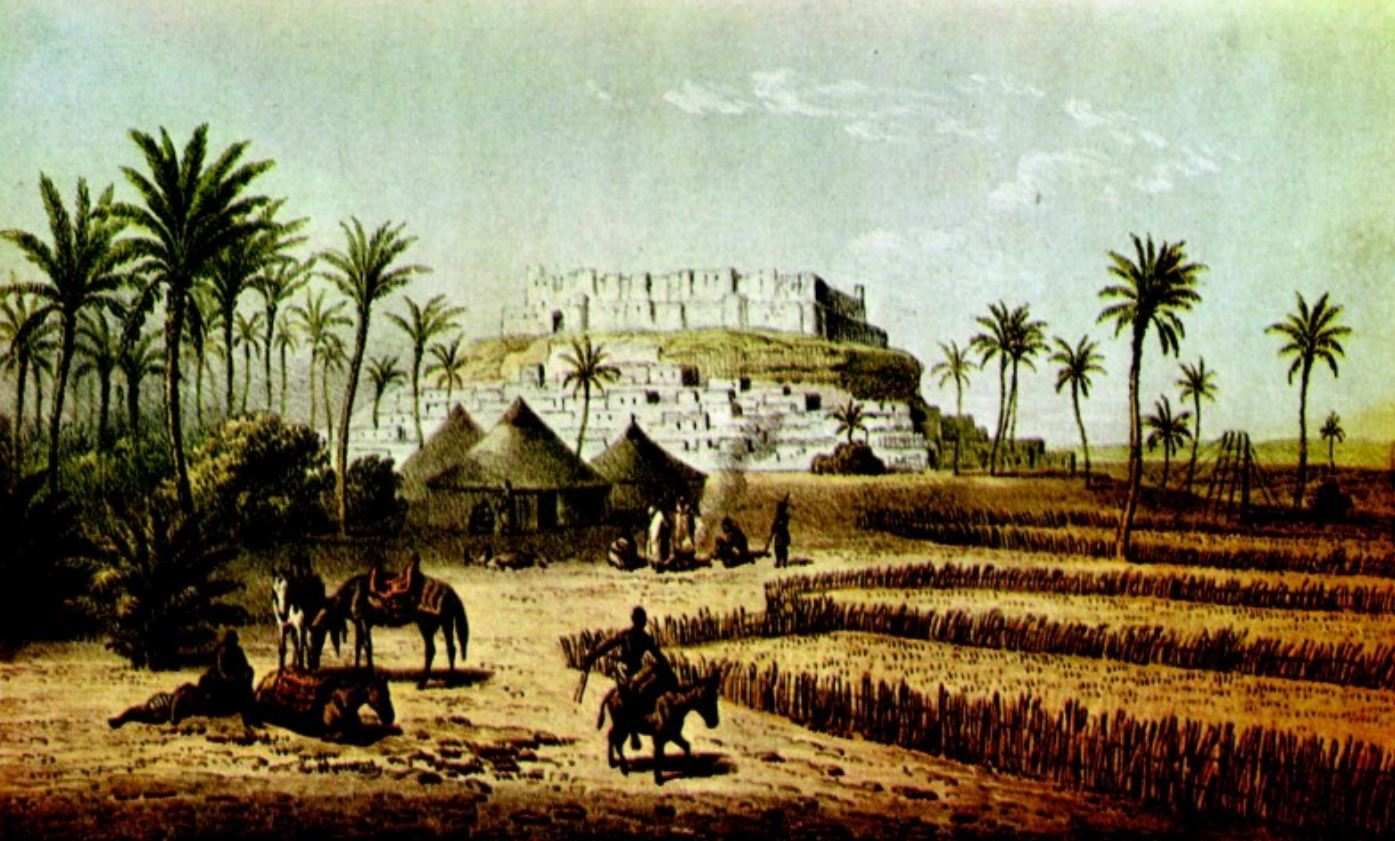
Ksar der Garamanten in der Oase Adiri, um 1850 (illustriert nach einer Skizze von Heinrich Barth)

Trotz der unzähligen Schwierigkeiten und auch des Todes von Richardson und Overweg wurde die Expedition zu einem großen Erfolg, der besonders Barth angerechnet wurde. Er hatte eine riesige Menge an Informationen über Nordafrika eingeholt, so dass sein Gönner und Förderer Alexander von Humboldt sagen konnte, Barth habe der europäischen Wissenschaft einen neuen Erdteil aufgeschlossen. Er war weiterhin der erste Forscher, der Karten von großen Gebieten von Afrika (Sahara und Sahel) erstellte, wenngleich Alexander von Humboldt kritisierte, die geografischen Messungen Barths seien wenig professionell gewesen. Aus der Sicht der heutigen Wissenschaft liegt Barths Hauptverdienst ohnehin in der Erforschung der afrikanischen Kulturen, die der Forscher als erster Europäer umfassend und weitgehend vorurteilsfrei beschrieben hat. Gerade in dieser Hinsicht ist Barths Forscherleistung im Nachhinein höher einzuschätzen als die von so bekannten Reisenden wie Henry Morton Stanley oder David Livingstone. Ihre Werke kamen dem europäischen Publikumsgeschmack sehr viel mehr entgegen, da sie den weißen Mann, den Boten der Zivilisation, bei seinem ständigen Kampf mit wilden Tieren und wilden Menschen schilderten, während Barth auf 3.500 Seiten eine wissenschaftliche Darstellung von Kulturen lieferte, von deren Existenz die europäische Wissenschaft bislang kaum etwas gewusst hatte und aus zum Teil rassenideologisch motivierter Engstirnigkeit auch weiterhin nichts wissen wollte. Barths Reiseschilderung war verschiedentlich von umfangreichen Exkursen zu völkerkundlichen und historischen Themen unterbrochen, etwa zur Kultur der Tuareg, zur Geschichte von Agades oder Songhai, und jeder dieser Exkurse, die erst nach 1900 angesichts der rasch fortschreitenden Erforschung der Kolonien ergänzt und aktualisiert wurden, hatte für sich die Qualität einer akademischen Dissertation, da der Verfasser auch frühere Literatur – bis zu antiken Autoren wie Herodot und Plinius – zum Vergleich heranzog. Die Ausführungen zu den Tuareg des Tassili n’Ajjer, des Aïr-Gebirges oder des Umlandes von Timbuktu sind auch für die heutige Völkerkunde noch unverzichtbar.
Barth hatte seine fünfjährige Afrikareise fast ohne einen einzigen Schuss zu seiner Verteidigung abzufeuern durchgeführt. Während er in Europa als schroff und undiplomatisch galt, machte er sich in Sahara und Sudan zahlreiche Freunde. So konnten spätere Forscher, die sich bis zum Ende des 19. Jahrhunderts – d. h. bis zur kolonialen Inbesitznahme durch Frankreich – bei den Tuareg aufhielten und sich als Barths Sohn oder Neffe ausgaben, relativ gefahrlos reisen, so etwa Oskar Lenz, der 1879 Timbuktu besuchte und von den Freunden seines angeblichen Vaters begrüßt wurde. Es muss aber nachdrücklich darauf verwiesen werden, dass Barth das Glück hatte, in dem Karawanenführer Mohammad aus der libyschen Oase Qatrun einen kompetenten und absolut loyalen Begleiter zu haben. Mohammad al-Qatruni diente später auch Gerhard Rohlfs und Gustav Nachtigal.

### Das Scheitern der diplomatischen Aktivitäten Barths
In England stieß Barth mit seiner Forderung nach der Ratifikation der Handels- und Schutzverträge, die er mit den Afrikanern abgeschlossen hatte, auf taube Ohren. Eine Delegation des Großen Rates von Timbuktu, die auf Anregung des Forschers nach London reisen wollte, wurde in Tripolis unter entwürdigenden Umständen festgehalten und dann unter dem Spott der britischen Presse wieder in den Sudan zurückgeschickt. Die britische Außenpolitik hatte ihr Augenmerk von der Sahara abgewandt, noch während Barth in Afrika reiste. Eine fast zeitgleich ausgesandte Expedition unter Leitung des Arztes Balfour Baikie hatte den Weg vom Niger-Delta im heutigen Nigeria nach Innerafrika erschlossen und den Nachweis erbracht, dass diese Route für Europäer ungefährlich war, wenn sie sich mit Chinin vor den üblichen Fieberkrankheiten schützten. Damit war die längere Sahara-Route, auf der keine Seuchen drohten, uninteressant geworden. Nach dem Ende des anglo-französischen Konflikts, d. h. in den Jahren nach dem Krimkrieg, in dem beide Länder Verbündete gewesen waren, überließ die britische Außenpolitik den Franzosen die Sahara und beanspruchte stattdessen die Kontrolle über große Teile der westafrikanischen Küste, vor allem über das Niger-Delta. Die französische Seite war mit einer solchen Aufteilung der Interessenszonen einverstanden, da in Paris das Ziel der Vereinigung der Kolonien in Algerien und am Senegal verfolgt wurde, und das Gebiet zwischen diesen beiden Besitzungen war das Land der Tuareg, mit denen Barth ebenfalls Verträge geschlossen hatte. Barths Eintreten für die afrikanischen Völker und seine Forderung nach der Ratifizierung der Verträge wurden im Foreign Office schließlich als lästig empfunden, und man bedeutete ihm, dass er politisch naiv sei und den Kurswechsel in der britischen Afrikapolitik zur Kenntnis nehmen solle.
Im Bewusstsein der britischen Öffentlichkeit spielte Timbuktu keine herausragende Rolle mehr, da die Stadt für die Exportwirtschaft offenbar keine große Rolle mehr zu spielen versprach. Barths Entdeckungen in Sachen Geschichte waren nicht faszinierend genug angesichts der Frage nach den Quellen des Nils, die in der Presse heftig diskutiert wurde. Auch die Tatsache, dass Barth in London Ausländer war und dem äußerst populären David Livingstone eventuell Konkurrenz machen konnte, darf nicht unterschätzt werden. Die Missionsgesellschaften und die „Anti-Slavery Society“ machten Stimmung gegen ihn, was sicherlich auch durch seine betont positive Haltung gegenüber dem Islam bedingt war. Barth wurde zwar zum „Companion of the Order of the Bath“ ernannt – eine für einen Nicht-Briten außergewöhnliche Auszeichnung –, aber er wurde im Rahmen dieser Ehrung nicht der Königin Victoria vorgestellt, etwa im Gegensatz zu dem Ungarn Arminius Vambéry, der in Zentralasien Gebiete bereist hatte, auf welche die britischen Kolonialpolitiker ihr Augenmerk richteten. In Deutschland hingegen verübelte man Barth, dass er in britischem Auftrag gereist war, und das zu einem Zeitpunkt, als die britische Außenpolitik die von vielen liberalen Intellektuellen ersehnte Einigung Deutschlands verhindert hatte (1849).

### Bemühungen um eine akademische Stellung
Hinzu kamen eher akademische Probleme, die letztlich dazu führten, dass ihm die ordentliche Professur an der Universität Berlin verweigert wurde, obwohl er alle Qualifikationen hierfür mitbrachte. Aber sein hartnäckiges Eintreten für die Gleichwertigkeit der Afrikaner, seine Behauptung, Afrika sei keineswegs ein geschichtsloser Kontinent, und wohl auch sein unzeitgemäß positives Bild vom Islam machten ihn bei den etablierten Professoren verdächtig. Leopold von Ranke, Deutschlands bekanntester Historiker und Lehrstuhlinhaber in Berlin, schrieb in einem Gutachten, Barth sei wohl ein kühner Abenteurer, aber kein ernst zu nehmender Gelehrter. Ranke selbst hatte den Afrikanern jede Geschichtsfähigkeit bestritten, was im 19. Jahrhundert, in dem die anzunehmende Entwicklungs- und Geschichtsfähigkeit eines Volkes als ein wichtiges Kriterium für seine Rangfolge innerhalb der Menschheit angesehen wurde, ein vernichtendes Urteil darstellte. Damit war Barths Versuch, die Erforschung der afrikanischen Geschichte im akademischen Bereich zu etablieren, wenn auch über den Umweg über die historische Geographie, endgültig gescheitert.
Zeitweise war eine Berufung an die Universität Jena im Gespräch, doch daran scheint Barth nicht interessiert gewesen zu sein. Erst 1863 wurde er als außerordentlicher Professor für Geographie an die Berliner Universität berufen, was in der Praxis bedeutete, dass er weiterhin ohne feste Bezüge unterrichtete und seinen Lebensunterhalt von der Leibrente, die König Friedrich Wilhelm IV. ausgesetzt hatte, bestreiten musste. Offenbar mit Blick auf die Ablehnung seines Afrikabildes im akademischen Kreis hielt er Lehrveranstaltungen ab, die sich thematisch im allgemein akzeptierten Rahmen bewegten und teilweise nicht viel mehr als eine leicht aktualisierte Neuauflage von Vorlesungen Carl Ritters waren. Es scheint, dass Barth versuchte, durch eine für die Fakultät deutlich erkennbare Anlehnung an die Konzeptionen seines akademischen Lehrers doch noch dessen Nachfolge antreten zu können.

### Barth, Afrika und die Afrikaner

Barth wird für einen großen Korangelehrten gehalten und um seinen Segen gebeten (Darstellung aus dem späten 19. Jahrhundert)

Ob Heinrich Barth 1849, als er die Einladung zur Teilnahme an der „Central African Mission“ annahm, dies aus Interesse an Innerafrika tat oder sich in erster Linie Hoffnungen machte, an einem spektakulären Forschungsprojekt teilzunehmen und danach die ersehnte Professur für Geographie an der Universität Berlin zu erhalten, ist umstritten. Man kann aber zumindest annehmen, dass er bei seiner ersten Reise entlang der nordafrikanischen Küste erkannt hatte, dass die Welt des Mittelmeers in ständigem Kontakt mit Innerafrika gestanden hatte, und der Archäologe und Altertumsforscher Barth war sicher darum bemüht, Spuren dieser kommerziellen und kulturellen Beziehungen in der Sahara oder sogar südlich davon zu finden.
Barths Interesse an den afrikanischen Kulturen entwickelte sich rasch und in einem für europäische Reisende des 19. Jahrhunderts ungewöhnlichen Maße. Der Forscher war bereit, die Afrikaner als seinesgleichen anzuerkennen, trat nicht als arroganter Weißer auf, der sich nur über Dolmetscher mit den Menschen unterhalten konnte, sondern erlernte die Sprachen Zentralafrikas bis zu einer solchen Perfektion, dass er später in der Lage war, sie wissenschaftlich zu analysieren. Der Völkerkundler Gerd Spittler (Universität Bayreuth) bezeichnet Barth als einen der wichtigsten Vorläufer der ethnologischen Feldforschung, die man in der Wissenschaftsgeschichte erst mit Bronisław Malinowskis Buch über die Trobriand-Insulaner (1922) beginnen lässt.
Wenn sich bei Barth auch vereinzelt Anklänge an die zeittypische Überzeugung der Europäer finden, ihre Kultur sei allen anderen überlegen, so verwandte er doch den für deutsche Gemüter hochemotionalen Begriff „Nation“ für die Völker Afrikas und stellte sie damit auf eine Stufe mit den Europäern. Wenn die Schlussfolgerungen, die er aus seinen Forschungsergebnissen zog, heute überwiegend veraltet oder gar widerlegt sind, so bleibt festzuhalten, dass er die Sprachen und Kulturen der Afrikaner als einen würdigen Gegenstand der wissenschaftlichen Untersuchung betrachtete. In diesen Zusammenhang passt auch die Tatsache, dass Barth die zu seiner Zeit verfochtenen Theorien über die biologische Minderwertigkeit der Afrikaner überhaupt nicht zur Kenntnis nahm, weil für ihn die Kulturfähigkeit nicht durch die Zugehörigkeit zu einer bestimmten Rasse bedingt war, sondern eine allen Menschen gleichermaßen verliehene Fähigkeit war, die durch den Kontakt mit anderen Kulturen in einem durchaus dialektischen Sinne zur weiteren Entfaltung gelangte. Damit stand er ganz in der Tradition seines Lehrers Carl Ritter und im schroffen Gegensatz zu Geschichtsphilosophen wie Hegel, Historikern wie Ranke und Rassenideologen wie Karl Andree, dem Herausgeber der populären Zeitschrift Globus.

### Die Erforschung der Geschichte Afrikas

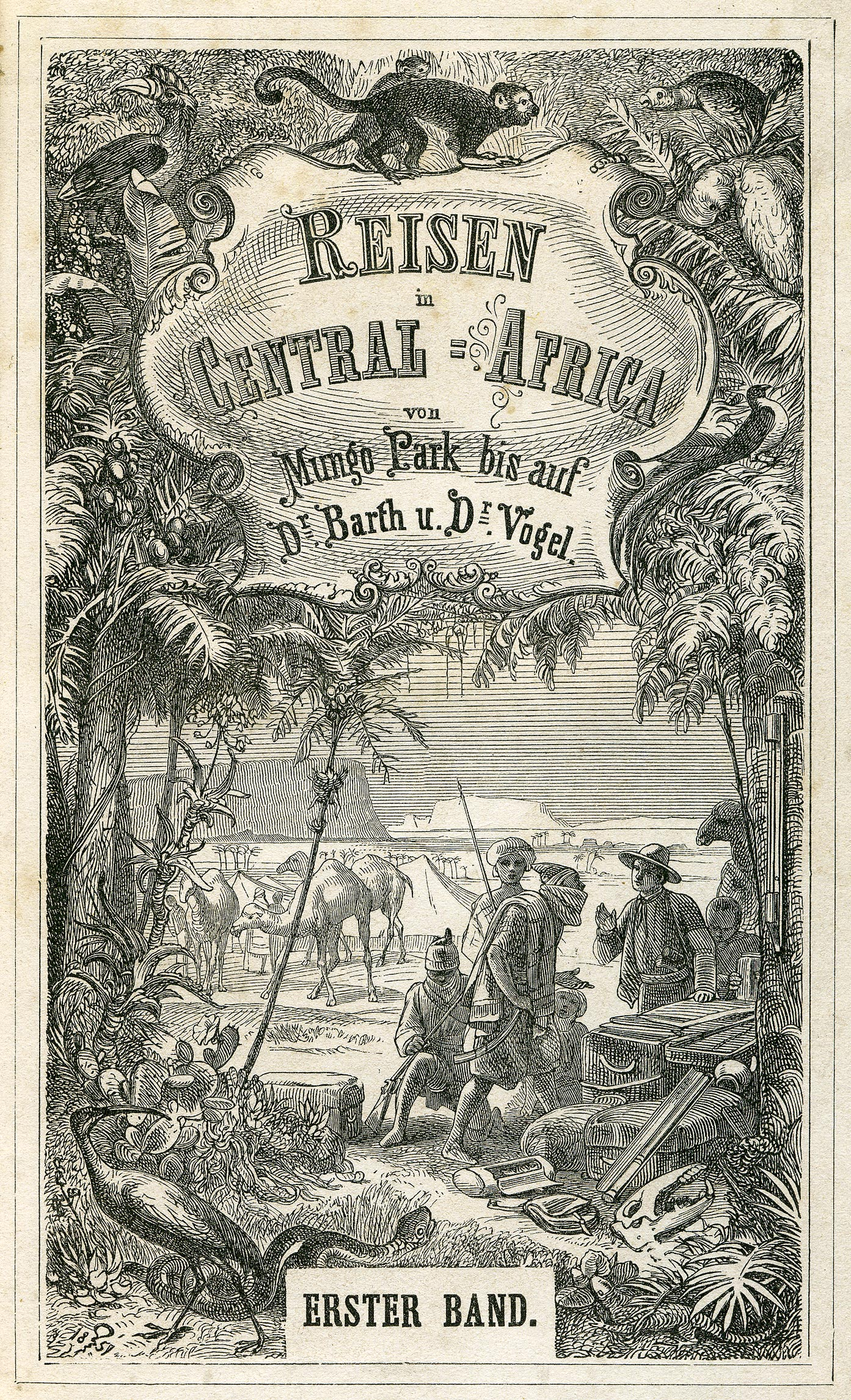
Titelvignette der „Reisen in Central-Afrika – von Mungo Park bis auf Dr. Barth u. Dr. Vogel“ (1859)

Bereits bei der Durchquerung der nördlichen Sahara war Barth auf die Überreste der antiken Geschichte Nordafrikas gestoßen, die ihm aus den Schriften griechischer und römischer Autoren bestens bekannt war. Auch die Berichte der arabischen Reisenden hatte er studiert. Insofern bewegte sich sein Geschichtsbegriff in den Bahnen der akademischen Tradition, die das Studium schriftlicher Quellen in den Vordergrund stellte. Die Entdeckung der Felsbilder bedeutete für ihn einen Bruch in seinem Geschichtsverständnis, denn zum ersten Mal erkannte er, dass der klassische Quellenbegriff hier versagte, es sei denn, man wollte den Afrikanern die Geschichtlichkeit absprechen, wie dies die führenden Historiker und Philosophen in Europa taten. Es wundert daher nicht, dass Leopold v. Ranke zu denjenigen Gutachtern an der Berliner Universität gehörte, die sich den Anträgen, Barth eine Professur zu verleihen oder ihn als ordentliches Mitglied in die Preußische Akademie der Wissenschaften aufzunehmen, mit der Begründung widersetzten, der Kandidat habe nichts Wertvolles für die Geschichtsforschung geleistet, sondern sei eher ein „kühner Reisender“, was im Sprachgebrauch der Zeit nicht als Kompliment zu werten war.
Barth erkannte zum einen, dass die Afrikaner nicht nur eine Vergangenheit besaßen, sondern eine Geschichte, die sie selber gestaltet hatten. Diese Auffassung allein stellte schon einen massiven Bruch mit dem europäischen Geschichtsbild dar, denn sowohl Hegel als auch der Kulturhistoriker Gustav Friedrich Klemm hatten die Afrikaner als passive Rasse dargestellt, die nie Subjekt, sondern nur Objekt der Geschichte war und allenfalls durch einen Anstoß von außen aktiviert werden konnte. Barth attestierte den Afrikanern eine bewusst gestaltete Geschichte, die im Konflikt und Kontakt mit der außerafrikanischen Welt stand, von dort Impulse erhielt, aber auch ihrerseits Anstöße nach außen gab. Diese Erkenntnis führte ihn zu dem ketzerischen Ausspruch, dass die Weltgeschichte nicht geschrieben werden könne, solange die afrikanische Geschichte nicht vollständig erforscht worden sei. Es ist nicht zu bestreiten, dass Barth die Afrikaner für historisch zurückgeblieben hielt. Er verglich die Königreiche des Sudan gern mit dem europäischen Mittelalter, was aber keineswegs ausschloss, dass sie sich weiterentwickeln würden, wenn dieser Prozess nicht durch kriegerische Ereignisse und falsche Einflussnahme von außen behindert würde. Damit stand er durchaus im Einklang mit den Geschichtsphilosophen seiner Zeit, auch mit Karl Marx und Friedrich Engels, die ebenfalls eine starre Stufenfolge der geschichtlichen Entwicklungsformen postulierten und dabei erheblich europazentrischer und eindimensionaler dachten als Barth, der im Islam eine kulturfördernde Kraft sah und den europäischen Einflüssen in Afrika sehr kritisch gegenüberstand. Im Gegensatz zu den meisten Zeitgenossen, die einen kausalen Zusammenhang zwischen der angeblichen Stellung eines Volkes in der Rassenhierarchie einerseits und seiner Kultur- und Geschichtsfähigkeit andererseits sahen, lehnte Barth jedes biologistische Erklärungsmodell ab und attestierte damit allen Menschenrassen dieselben Fähigkeiten und dieselben Entwicklungsmöglichkeiten.
Heinrich Barth löste sich von der traditionellen Methodik der akademisch etablierten Geschichtswissenschaft und schuf zumindest in Grundzügen ein Instrumentarium, das es erlaubte, die Geschichte außereuropäischer Kulturen zu erforschen. Etablierte Methoden wie die Auswertung schriftlicher Quellen (etwa der sudanesischen Chroniken) standen jetzt nicht mehr im Mittelpunkt. Auch die Sprachwissenschaft, der Vergleich von Wortschatz und grammatischen Strukturen zur Ermittlung von Wanderungen und Kulturkontakten, sollte zum Einsatz kommen. Ebenso spielte die Deutung von Riten und Gebräuchen eine wichtige Rolle. Hervorzuheben ist die Erkenntnis, dass die Felsbilder einmal eine unverzichtbare Quelle für die Erforschung der Vor- und Frühgeschichte (einschließlich der Klimageschichte) sein würden. Viele von Barths Deutungen haben sich als falsch erwiesen, doch die Kritik, die neuerdings an bestimmten Aspekten seiner Methodik und bestimmten Schlussfolgerungen geübt wird, ist kurzsichtig, denn sie ignoriert, dass Barth gezwungen war, seine wissenschaftliche Forschungsarbeit innerhalb kurzer Zeit und oft unter erschwerten Bedingungen, wie etwa in Timbuktu, durchzuführen.

### Barth und die afrikanische Sprachwissenschaft
Auch seine Verdienste um die afrikanische Sprachwissenschaft wurden in entsprechenden Gutachten bestritten, was weniger in der Qualität seiner Forschungen begründet lag als in der Tatsache, dass er die Sprachen der Afrikaner überhaupt der Erforschung für würdig und damit den indoeuropäischen Sprachen ebenbürtig hielt. Die Ablehnung durch die etablierten Sprachwissenschaftler hatten auch andere Forscher zu spüren bekommen, wie etwa Wilhelm Bleek, der nach seiner Promotion über die Bantu-Sprachen gezwungen war, eine Stellung in Südafrika anzunehmen, da im akademischen Bereich in Deutschland für einen Außenseiter wie ihn kein Platz war. Eine Hinwendung zur Erforschung afrikanischer Sprachen fand erst gegen Ende des 19. Jahrhunderts statt, jedoch nicht um der wissenschaftlichen Untersuchung willen, sondern zum Zweck ihrer Nutzbarmachung im Rahmen einer effizienten Kolonialpolitik. In der Praxis bedeutete dies, dass angehende Kolonialbeamte und Offiziere eine afrikanische Sprache erlernten, um mit der Bevölkerung in den Kolonien kommunizieren zu können, aber linguistische Forschungen, z. B. zur Sprachgeschichte, waren nicht vorgesehen, sondern konnten von den Dozenten allenfalls außerhalb des eigentlichen Lehrbetriebs als Liebhaberei betrieben werden.
Barths Central-Africanische Vocabularien, die weitaus mehr als reine Wortlisten darstellen, gelten als Beginn der vergleichenden Afrikanistik, wenngleich etliche Schlüsse, die der Forscher gezogen hatte, heute – angesichts einer großen Fülle von linguistischen Spezialuntersuchungen – nicht mehr als gültig anerkannt werden. Sein methodisches Vorgehen jedoch wird von führenden Afrikanisten heute noch als vorbildlich bezeichnet.

### Barth und der Islam

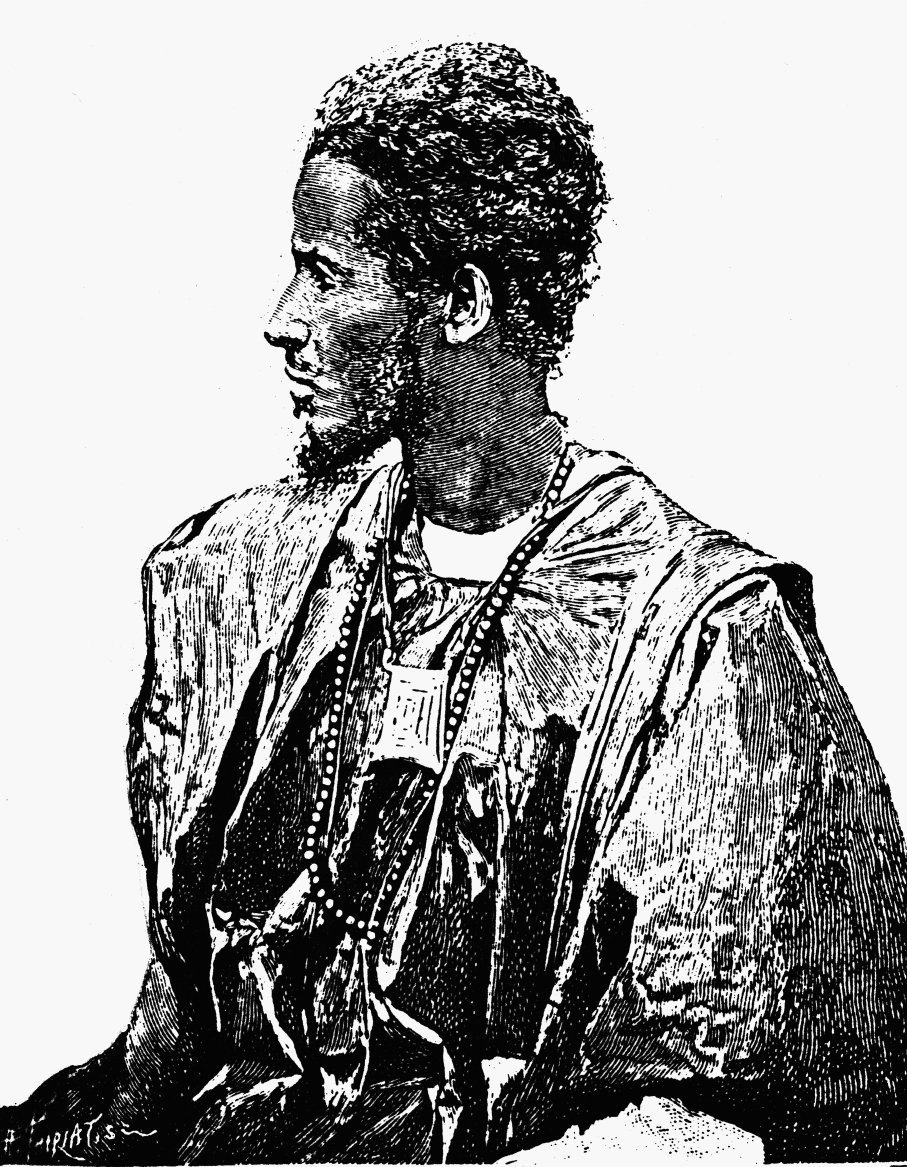
Korangelehrter aus Timbuktu (um 1890)

Es ist davon auszugehen, dass Barth auch wegen seines völlig unzeitgemäßen Eintretens für den Islam scheiterte. Im öffentlichen Bewusstsein galt diese Religion als zivilisationsfeindlich und ihre Träger als fanatisch und fremdenfeindlich. Barth hatte sich klugerweise zum Grundsatz gemacht, die Gewohnheiten und Gepflogenheiten des islamischen Lebens zu respektieren, solange diese nicht im schroffen Gegensatz zu seinen Vorstellungen von Menschlichkeit standen. Fremdenfeindliches Verhalten hatte er trotzdem erlebt, doch war er objektiv genug, auch nach den Gründen hierfür zu suchen. Er fand sie im niedrigen Bildungsgrad vieler afrikanischer Muslime, in der Furcht vor dem Fremden im Allgemeinen und vor dem Vordringen der Franzosen im Besonderen. Andererseits traf er immer wieder auf gebildete Muslime wie den Marabout Sidi Uthman bei den Tuareg, den blinden Fulani-Gelehrten Faki Ssambo oder den geistlichen und politischen Führer von Timbuktu, Sidi Ahmad al-Baqqai. Mit diesen Männern konnte er einen friedlichen interkulturellen Dialog führen und über Religion, Geschichte und Philosophie diskutieren, und gerade von ihnen verfasste er einige der wenigen sehr persönlich gehaltenen, beinahe rührend formulierten Schilderungen von Einzelpersonen, mit denen er auf seiner Reise engeren Kontakt gepflegt hatte.
Barth muss als ein sehr guter und vor allem unvoreingenommener Kenner des Islam betrachtet werden, so dass er in der Lage war, mit hochgebildeten Korangelehrten in Sokoto oder Timbuktu auch über Feinheiten der Theologie zu diskutieren. Die Rolle des Islam bei der Bildung der alten westafrikanischen Reiche hat Barth wohl angesichts der ihm zur Verfügung stehenden Chroniken überbewertet, aber gerade diese Einschätzung brachte ihn dazu, den christlichen Missionen und ihrem Anspruch, sie allein könnten Afrika der Zivilisation zuführen, in polemischer Weise entgegenzutreten. Eine Religion wie der Islam, der Westafrika im Mittelalter auf eine so hohe Stufe der Kultur geführt hatte, konnte seiner Auffassung nach unmöglich zivilisationsfeindlich sein. In mehreren Briefen, aber auch in veröffentlichten Artikeln verlangte er, den intellektuellen Ausgleich mit dem Islam zu suchen und dieser Religion den Vortritt bei der Weiterentwicklung Afrikas zu lassen. Hinter dieser Forderung stand keineswegs die gegen Ende des 19. Jahrhunderts häufiger anzutreffende Überzeugung, der Islam als minderwertige Religion passe besser für eine nicht entwicklungsfähige Rasse. Vielmehr war es für Barth eine erwiesene Tatsache, dass die Afrikaner intellektuell gleichwertig neben den Europäern standen und der Islam dem Christentum in theologischer und kulturgeschichtlicher Hinsicht ebenbürtig war. In einem seiner letzten Artikel trug er den utopischen Gedanken vor, Europäer und Muslime sollten in Westafrika eine christlich-islamische Akademie gründen, in der die Möglichkeit für eine Annäherung und einen Ausgleich zwischen den beiden Religionen geschaffen werden könnte. Mit einer solchen Ansicht aber musste er beispielsweise den Widerspruch der in Afrika tätigen und einflussreichen „Berliner Missionsgesellschaft“, deren Verbindungen bis in die höchsten gesellschaftlichen Kreise reichten, provozieren.
Die in jüngerer Zeit geäußerte Kritik, Barth sei nicht afrikanerfreundlich, sondern nur islamfreundlich gewesen, ist einseitig, da Barth fast ausschließlich im islamisch geprägten Raum reiste und nur in Ausnahmesituationen Gelegenheit hatte, die nichtmuslimischen Völker zu besuchen (etwa im Gefolge einer Sklavenjagd). Doch zeigen seine Ausführungen, dass er den Afrikanern insgesamt offen und vorurteilsfrei gegenüberstand. Die Arbeiten, in denen diese Kritik geäußert wird, basieren auf einer unzureichenden Quellenbasis und ignorieren Barths Zeitschriftenartikel und Korrespondenz. Die Barth-Kritiker berücksichtigen ebenfalls nicht hinreichend die zeitgenössischen Diskurse, d. h. den durch die etablierte Wissenschaft vorgegebenen Rahmen, in dem sich Barth intellektuell und strukturell bewegte bzw. bewegen musste und den er häufig bewusst durchbrach.

### Das Mittelmeerprojekt
Es ist falsch, in Barth ausschließlich den Afrikawissenschaftler zu sehen. Bereits während seiner Studienzeit hatte er ein großes Interesse an der Geschichte des Mittelmeers und seiner Rolle in der Entwicklung und Vermittlung von Kulturen entwickelt. Diese Erkenntnisse hatte er während seiner großen Studienreise zwischen 1844 und 1847 vertieft und in Grundzügen in seiner Habilitationsschrift niedergelegt. Auch in seinem Reisewerk ging er immer wieder auf die Möglichkeiten eines Kulturaustausches zwischen Mittelmeer und Innerafrika ein. In einem Vortrag aus dem Jahre 1860 betonte er, dass der Mittelmeerraum stets ein Angelpunkt der Kulturgeschichte gewesen sei, wo unterschiedliche Kulturen aufeinandergeprallt seien, sich miteinander vermischt und in die unterschiedlichen Richtungen ausgestrahlt hätten, wobei die rassische Zugehörigkeit der einzelnen Völker für ihn keine Rolle spielte. Barth sah im Mittelmeer keine Barriere zwischen den Kulturen bzw. Religionen, sondern eine Region des intensiven Austausches, wenngleich er nicht bestritt, dass der Kontakt nicht immer friedlich gewesen war. Subsahara-Afrika hatte daher für ihn nie isoliert neben der allgemeinen Weltgeschichte gestanden, sondern war immer ein integraler Bestandteil gewesen. In Barths Konzept von Kulturkontakt stand der Austausch durch Handel an vorderster Stelle. Die Reisen, die Barth in seinen letzten Lebensjahren in der Türkei und auf dem Balkan unternahm (u. a. war er der Erstbesteiger des Olymp), dienten der Untermauerung dieser Theorie, die angesichts seines frühen Todes nur bruchstückhaft überliefert ist. Doch belegen diese Fragmente, dass Barth mit seiner neuen Sicht des Mittelmeerraumes als einer kulturellen und historischen Einheit bereits auf die Geschichtswissenschaft des 20. Jahrhunderts verwies. Er nahm in Grundzügen die Konzeption vorweg, die der berühmte französische Historiker Fernand Braudel (1902–1985) fast 100 Jahre später in seinem berühmten Werk über den Mittelmeerraum im Zeitalter Philipps II. niederlegte.

### Nachleben im kolonialen und postkolonialen Zeitalter

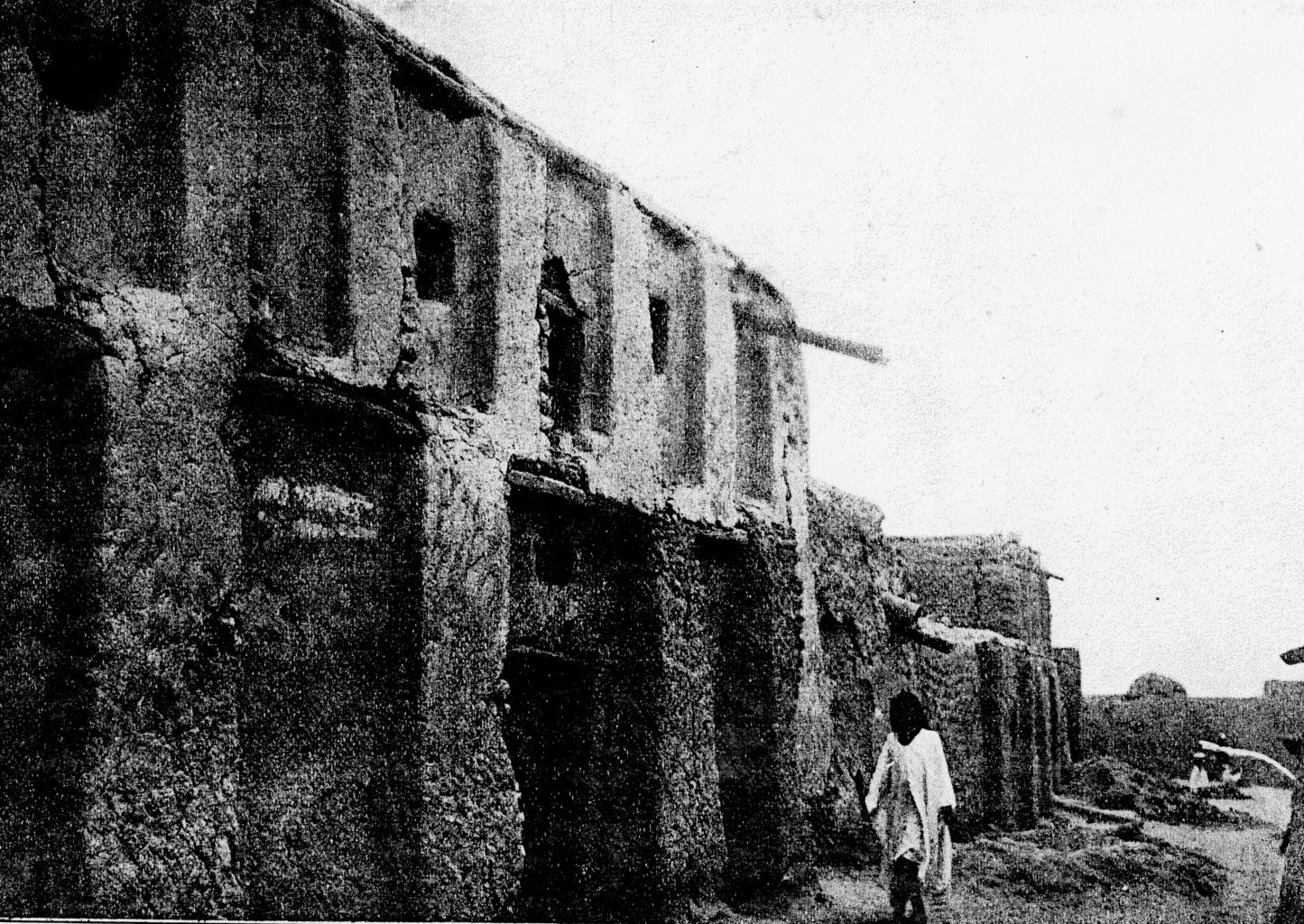
Barths Haus in Timbuktu kurz vor dem Einsturz im Sommer 1908

Barth hatte ganz im Sinne der bürgerlichen Fortschrittsideologie des 19. Jahrhunderts die Erschließung Afrikas durch die Europäer begrüßt, wobei er die Intensivierung des Handels in beide Richtungen im Auge hatte. Durch die Einführung des so genannten „legitimen Handels“ sollte der Sklavenhandel unterbunden werden – zu einer Zeit, als nicht nur amerikanische Ideologen, sondern auch deutsche Gelehrte unter Berufung auf die angebliche rassische Minderwertigkeit der Afrikaner die Sklaverei als eine wirtschaftlich notwendige und sogar moralisch vertretbare Institution verteidigten. Für Barth war die afrikanische Geschichte nicht zum Stillstand verurteilt, sondern war eingebunden in den allgemeinen menschlichen Fortschritt und dazu bestimmt, dieselben Stufen der Entwicklung zu durchlaufen. Allerdings distanzierte sich Barth spätestens bei der Reflexion seiner Forschungsergebnisse von diesem unilinearen Geschichtsbild und entwickelte eine teilweise heftige Kritik an der europäischen Intervention in Afrika. Erstes Angriffsziel waren die Missionen, denen er die systematische Zerstörung traditioneller Kulturen und Werte vorwarf. Als Zukunftsvision entwarf Barth ein islamisches Afrika, denn für ihn repräsentierte der Islam eine kulturfähige Religion. Weiterhin erkannte er, dass er von der britischen Seite missbraucht worden war, als er guten Glaubens mit afrikanischen Führern Freundschaftsverträge abgeschlossen hatte. In dem Augenblick, als die britische Seite das Interesse an der Sahara verlor, konnte Frankreich mit militärischen Mitteln die Vorherrschaft an sich reißen. Angesichts dieser Erkenntnis schrieb Barth, dass er sich gut vorstellen könne, mit einer von Scheikh al-Baqqai angeführten muslimischen Befreiungsarmee gegen die Kolonialeroberer zu reiten. Diese für das 19. Jahrhundert vermutlich einmalige Kolonialkritik wurde von seinen Biographen jedoch systematisch unterschlagen.
Schon bald nach seinem Tod geriet Barth in Vergessenheit. Im kolonialen Zeitalter ab 1884 erwies er sich mit seinen unkonventionellen Ideen und seiner kritischen Haltung gegenüber dem europäischen Ausgreifen nach Afrika als unbrauchbar. Andere Reisende wie Gustav Nachtigal, Gerhard Rohlfs, Carl Peters und Hermann von Wissmann beherrschten die Schlagzeilen, denn sie hatten Kolonien für das Deutsche Reich erworben und militärisch gesichert, während mit Ausnahme der Königreiche Mandara und Logone keins der von Barth besuchten Gebiete deutsches „Schutzgebiet“ geworden war. Während des Nationalsozialismus wurde ihm sogar „Rassenschande“ unterstellt. Im Zeitalter des Kalten Kriegs geriet der Forscher schließlich zum Zankapfel zwischen der BRD und der DDR, da die bundesrepublikanische Außenpolitik Barth als den Vorläufer der neuen deutschen Afrikapolitik hinstellte, während die DDR, die um die Anerkennung durch die jungen afrikanischen Staaten kämpfte, mit der allerdings unrichtigen Behauptung zurückschlug, Barth sei ein übler Imperialist und Rassist und damit ein wirklicher Vorläufer des „westdeutschen Neo-Imperialismus“ gewesen. Beide Sichtweisen waren durch die Politik diktiert und wurden der Bedeutung Barths keinesfalls gerecht.

### Barth als Vorläufer der interdisziplinären Afrikawissenschaften
Als bedeutender und richtungsweisender Wissenschaftler wurde Heinrich Barth erst in den 1960er Jahren wiederentdeckt, vornehmlich in Großbritannien und in Afrika. Einer der ersten Historiker, die Barths Leistung würdigten, war der Ghanaer Albert Adu Boahen, der als erster Afrikaner an der London School of Oriental and African Studies im Fach Geschichte promovierte. Er sah in Barth einen Gegner der kolonialen Eroberung und übte in seiner Doktorarbeit heftige Kritik an der britischen Afrikapolitik des 19. Jahrhunderts. Die Wiederentdeckung des Wissenschaftlers Barth wurde in der Bundesrepublik durch den Geographen Heinrich Schiffers und die Schriftsteller Rolf Italiaander und Herbert Kaufmann eingeleitet. In den vergangenen Jahren ist Heinrich Barth mehrfach Gegenstand von Dokumentarfilmen gewesen, in denen vor allem seine Rolle als Entdecker der Felsbilder und sein Aufenthalt in Timbuktu herausgestellt wurde. Dies geschah mehrfach in vereinfachender, journalistischer Manier und ohne gründliche Recherche, so dass Barth als ein Abenteurer unter vielen erschien, während seine Bedeutung für die Entwicklung der modernen Afrikawissenschaft unterschlagen wurde, weil es die Autoren nicht interessierte oder weil sie der Ansicht waren, dass diesbezügliche Informationen für die Leser oder Fernsehzuschauer unwesentlich seien.
Afrikanisten schätzen an Barth vor allen den interdisziplinären Ansatz – die Verbindung von Geographie, Archäologie, Geschichte, Sprachwissenschaft und Völkerkunde – und arbeiten heute in diesem Sinne weiter, wenn es auch heute für einen einzelnen Wissenschaftler nicht mehr möglich ist, alle Sachgebiete zu überschauen. An die Stelle des romantischen Universalgelehrten vom Schlage eines Alexander von Humboldt oder Heinrich Barth sind Teams getreten, die in fächerübergreifenden Projekten an Fragestellungen arbeiten, die Barth als erster Forscher aufgeworfen hat. Auch die Mitarbeiter des „Sokoto Project“ an der York University im kanadischen Ontario (Leitung: Alexander S. Kanya-Forstner und Paul Lovejoy) sehen ihre Arbeit ausdrücklich als Fortsetzung der von Heinrich Barth vorgegebenen Ansätze mit den Möglichkeiten des 20. und 21. Jahrhunderts.

### Erinnerung an Barth

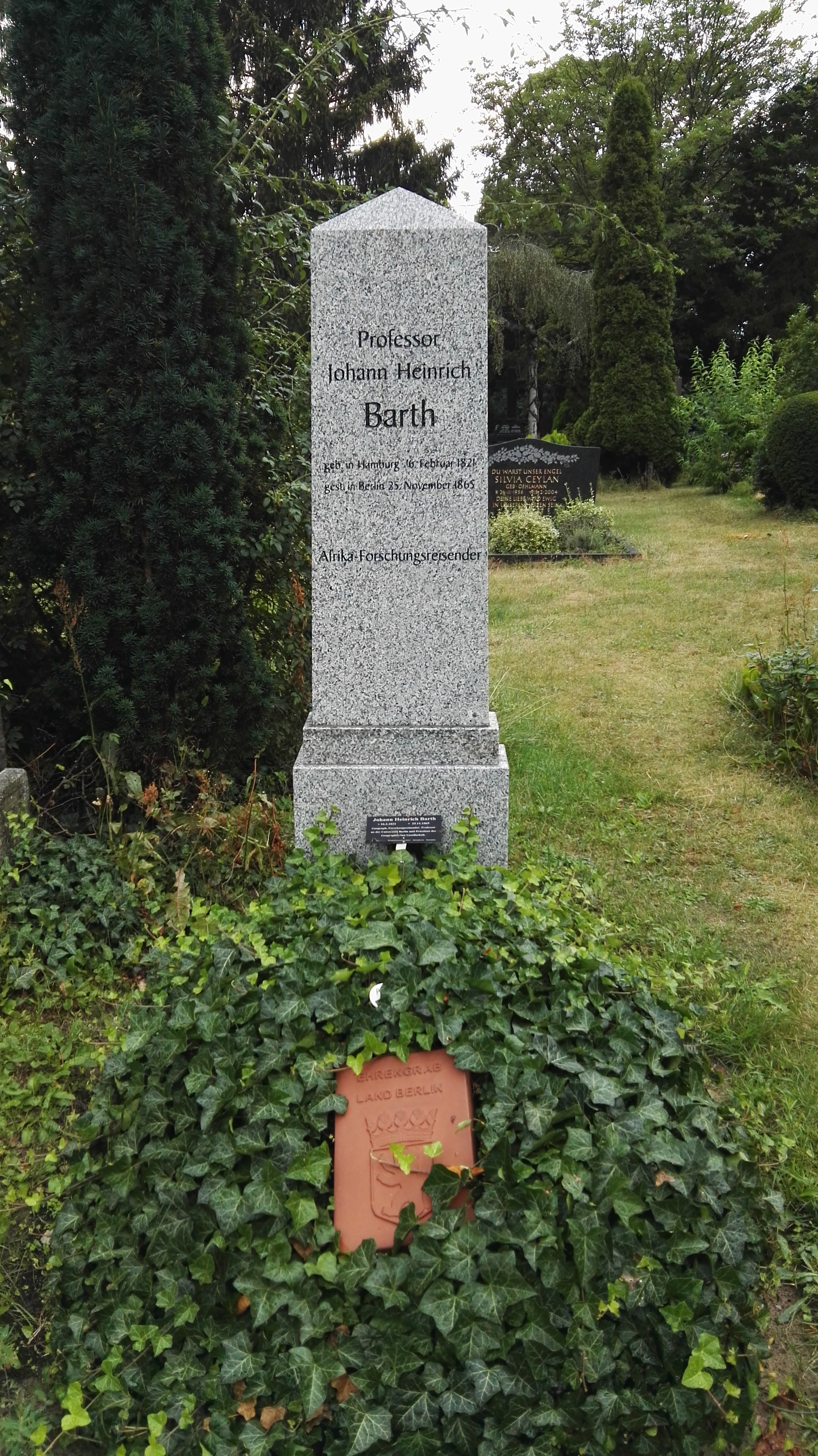
Ehrengrab von Heinrich Barth in Berlin-Kreuzberg

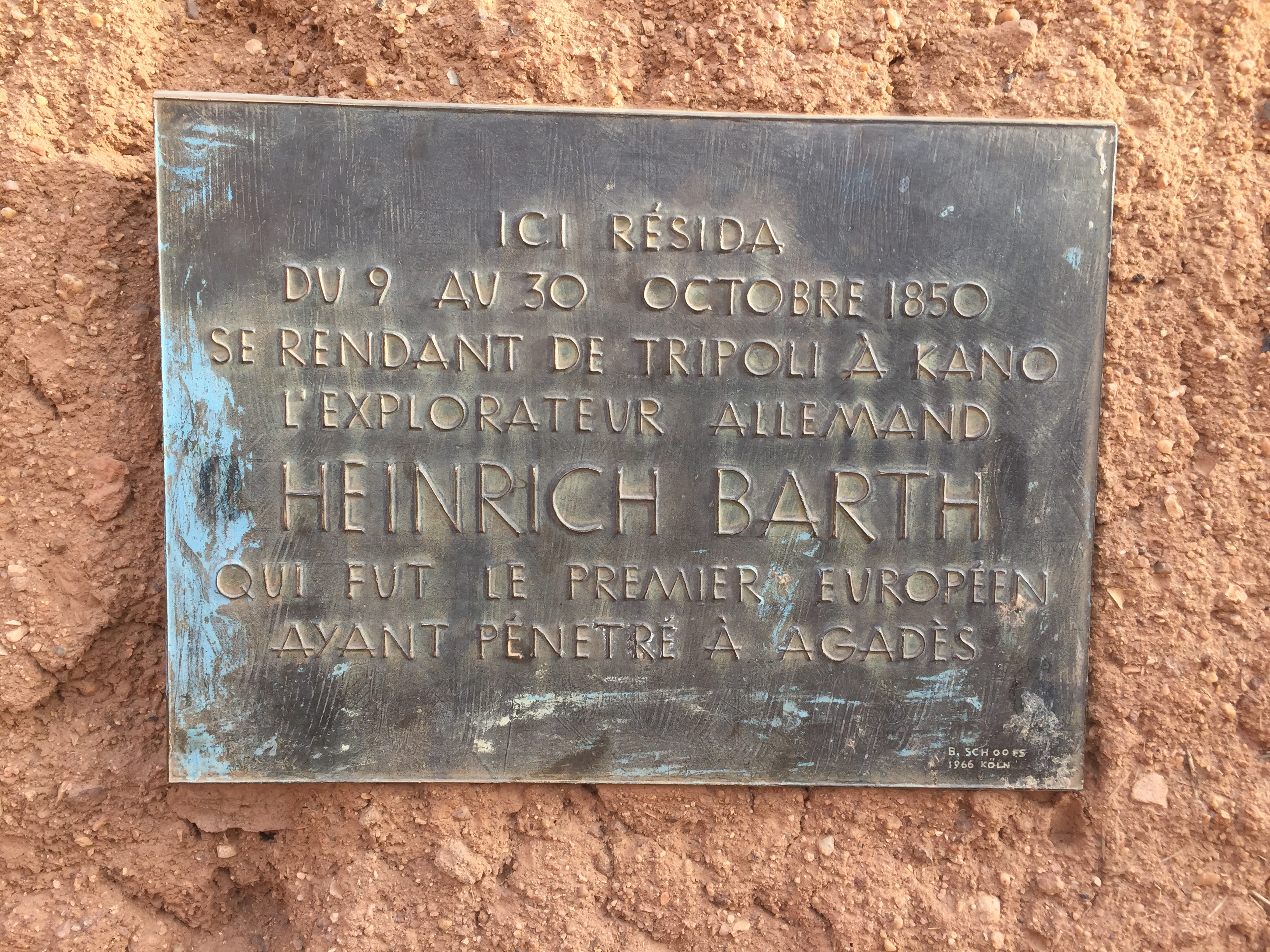
Barth-Haus in Agadez, Niger

Seit 1988 existiert an der Universität Köln das „Heinrich-Barth-Institut“, das sich vor allem der Erforschung der afrikanischen Frühgeschichte im Zusammenhang mit der Klimageschichte widmet und dabei vor allem im Sinne Barths die Erfassung und Auswertung der afrikanischen Felsbilder betreibt.
In Agadez ist in dem Haus, in dem Heinrich Barth vom 9. bis 30. Oktober 1850 lebte, ein kleines Museum eingerichtet. Eine Gedenkplakette erinnert an den ersten Europäer, der Agadez betreten hat.
In Kano ist das Haus, in dem Barth lebte, heute als kleines Museum eingerichtet.
In Hamburg, Saarbrücken und Euskirchen gibt es Heinrich-Barth-Straßen.
Auf Beschluss des Berliner Senats ist die letzte Ruhestätte von Heinrich Barth auf dem Friedhof III der Jerusalems- und Neuen Kirche seit 1970 als Ehrengrab des Landes Berlin gewidmet. Die Widmung wurde im Jahr 1997 um die inzwischen übliche Frist von zwanzig Jahren verlängert.
Die Barth Bjerge in Ostgrönland wurden von der Zweiten Deutschen Nordpolar-Expedition 1869/70 nach Heinrich Barth benannt.

## Schriften (Auswahl)
- Corinthiorum commercii et mercaturae historiae particula. Dissertation Berlin 1844. Digitalisat: Volltext in der Google-Buchsuche. (Neuausgabe in deutscher [Beiträge zur Geschichte von Handel und Handelsverkehr der Korinth] und englischer Übersetzung. Africa Explorata. Monographien zur frühen Erforschung Afrikas 2. Heinrich-Barth-Institut, Köln 2002, ISBN 3-927688-21-5).
- Wanderungen durch die Küstenländer des Mittelmeeres ausgeführt in den Jahren 1845, 1846 und 1847. Berlin 1849 (erster und einziger Band seiner Habilitationsschrift von 1847).
- Reisen und Entdeckungen in Nord- und Centralafrika. 5 Bände. Gotha 1855–1858. (Digitalisat: Band 1 in der Google-Buchsuche, Band 2 – Internet Archive, Band 3 – Internet Archive, Band 4 (BSB-MDZ), Band 5 – Internet Archive).
  - (Nachdruck Saarbrücken 2005: Band 1 ISBN 3-927688-24-X, Band 2: ISBN 3-927688-26-6, Band 3: ISBN 3-927688-27-4, Band 4: ISBN 3-927688-28-2, Band 5: ISBN 3-927688-29-0; Kurzfassung als: Im Sattel durch Nord- und Zentralafrika. 1849–1855. Stuttgart 2003, ISBN 3-86503-253-2).
- Der Verlorene Sohn in der Sprache von Shetu-nku sefe oder der Azaeriye-Sprache wie sie in Ti-shit gesprochen wird. In: Zeitschrift der Deutschen Morgenländischen Gesellschaft, Band 9. 1855. S. 846–847 (Digitalisat).
- Das Becken des Mittelmeeres in natürlicher und kulturhistorischer Beziehung. Hamburg 1860.
- Reise von Trapezunt durch die nördliche Hälfte Kleinasiens nach Scutari im Herbst 1858. Gotha 1860 (Neuausgabe: Barths Reise durch Kleinasien. Ein kommentierter Reisebericht. H. Köhler (Hrsg.), Gotha 2000, ISBN 3-623-00357-3).
- Reise durch das Innere der europäischen Türkei von Rutschuk über Philippopel, Rilo (Monastir), Bitolia u. den Thessalischen Olymp nach Saloniki im Herbst 1862. Berlin 1864. (Digitalisat: archive.org). Zuerst erschienen in der Zeitschrift für Allgemeine Erdkunde, NF 15 (1863), S. 301–358, 457–538; 16 (1864), S. 117–208
- Sammlung und Bearbeitung centralafrikanischer Vokabularien. 3 Abteilungen. Gotha 1862–1866.
- Er schloß uns einen Weltteil auf. Unveröffentlichte Briefe und Zeichnungen des großen Afrika-Forschers. Hrsg. v. Rolf Italiaander, Bad Kreuznach 1970.

Englischsprachige Ausgaben:
- Travels and Discoveries in North and Central Africa: being a Journal of an Expedition undertaken under the Auspices of H.B.M.’s Government, in the Years 1849–1855 … 5 Bände. London: Longmans, Green & Co 1857–1858.
- (US-Ausgabe mit weniger Abbildungen) 3 Bände. New York: Harper & Brothers, 1859 (Band 1 – Internet Archive, Band 3 – Internet Archive).
- Travels and Discoveries in North and Central Africa. 3 Bände. Hrsg. v. Anthony H. M. Kirk-Greene. Cass, London 1967 (Ausgabe in 3 Bänden mit vollständigem Text, herausgegeben vom führenden britischen Barth-Kenner).